# Technische Universität Darmstadt

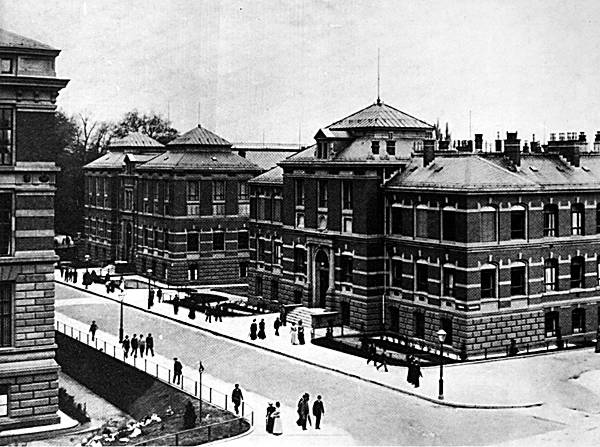
Die Fachbereiche Elektrotechnik (links) und Chemie (rechts) der damaligen TH Darmstadt, gegen Ende des 19. Jahrhunderts

Die Technische Universität Darmstadt ist die erste vollständig autonome Universität der Bundesrepublik Deutschland. Mit rund 25.000 Studenten und 5000 Beschäftigten, davon etwa 320 Professoren, zählt sie zu den mittelgroßen Universitäten in Deutschland und gehört dem Universitätsverbund der TU9 an.
Die Technische Universität Darmstadt, die Johannes Gutenberg-Universität Mainz und die Johann Wolfgang Goethe-Universität Frankfurt am Main bilden gemeinsam die Rhein-Main-Universitäten (RMU). Auf europäischer Ebene ist die TU Darmstadt seit 2019 Mitglied der Europäischen Universitätsallianz Unite! (University Network for Innovation, Technology and Engineering).
Die Technische Universität Darmstadt gründete 1882 den weltweit ersten Lehrstuhl für Elektrotechnik. 1883 folgte die weltweit erste Fakultät für Elektrotechnik und damit die Einführung des weltweit ersten Studiengangs für Elektrotechnik. Absolventen und Mitarbeiter der TU Darmstadt begründeten die Informatik, die Wirtschaftsinformatik und die Künstliche Intelligenz als wissenschaftliches Fachgebiet in Deutschland maßgeblich mit.
Die Anfänge der Informatik als wissenschaftliche Disziplin in Deutschland gehen auf das Institut für Praktische Mathematik an der TH Darmstadt zurück, das sich mit analoger wie digitaler Rechentechnik befasste und von 1929 bis 1967 bestand. 1976 führte die TH Darmstadt den ersten Studiengang für Wirtschaftsinformatik in Deutschland ein.

## Geschichte

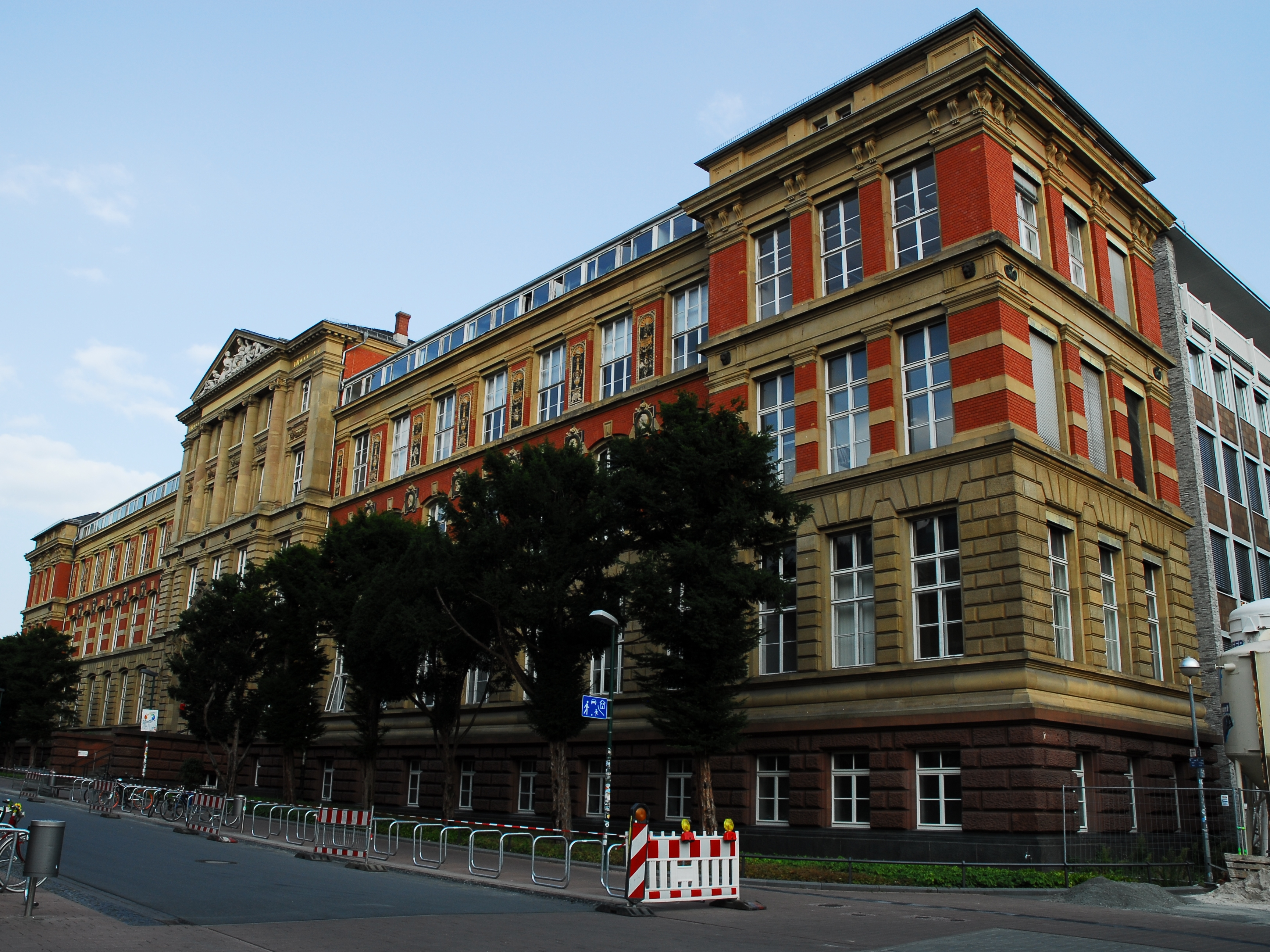
Altes Hauptgebäude der Universität

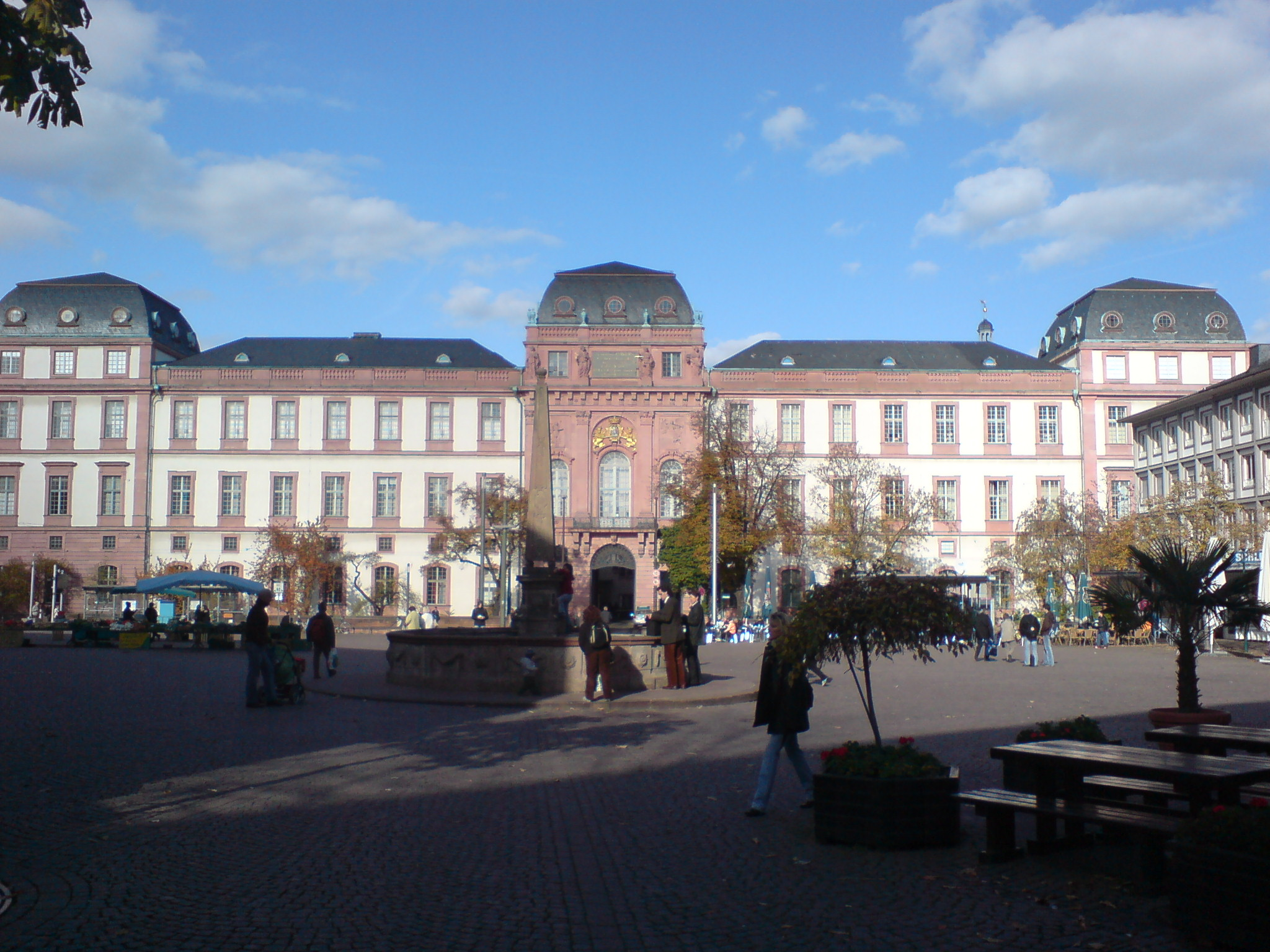
Blick auf das Residenzschloss, das den Fachbereich Gesellschafts- und Geschichtswissenschaften beherbergt

Die Polytechnische Schule zu Darmstadt wurde am 10. Oktober 1877 durch Verleihung des Titels Technische Hochschule zu Darmstadt von Ludwig IV., Großherzog von Hessen und bei Rhein, in den Universitätsstatus erhoben. Damit erfolgte auch eine Änderung der Aufnahmebedingungen, die nunmehr das Abitur voraussetzten. 1899 wurde der TH Darmstadt von Großherzog Ernst Ludwig das Promotionsrecht zuerkannt. Um den Universitätsrang zu verdeutlichen, änderte die Technische Hochschule am 1. Oktober 1997 ihren Namen in Technische Universität (TU Darmstadt).
Anfänglich litt die Hochschule unter finanziellen Engpässen im relativ armen Großherzogtum Hessen, so dass nach 1876 bereits 1881/1882 ein weiteres Mal über eine Schließung im hessischen Landtag debattiert wurde. Durch den Einsatz einiger Persönlichkeiten im Umfeld der Hochschule (insbesondere Oberbürgermeister Albrecht Ohly, Otto Wolfskehl als Vorsitzender des Finanzausschusses und Innenminister Julius Rinck Freiherr von Starck) sowie durch die Verantwortlichen der TH selbst gelang deren Rettung. Die Hochschule und die Regierung wagten einen Schritt nach vorne und gründeten 1883 die weltweit erste Fakultät für Elektrotechnik, den heutigen Fachbereich Elektrotechnik und Informationstechnik. Ihr erster Professor wurde Erasmus Kittler, der 1883 den ersten Studiengang für Elektrotechnik überhaupt einrichtete. Die dadurch ansteigende Zahl der Studierenden verhinderte die beabsichtigte Schließung. Als weitere Studienfächer kamen Papieringenieurwesen und die Luftschifffahrt und Flugtechnik hinzu. Im Oktober 1895 wurde das neue Hauptgebäude durch den damaligen Rektor (1893–1895), den Geologen Karl Georg Richard Lepsius, eingeweiht.
Insbesondere der Studiengang Elektrotechnik zog viele ausländische Studenten – im Wesentlichen aus Osteuropa – an. So waren 1906 knapp 75 Prozent aller Studenten der Elektrotechnik ausländische Studenten.

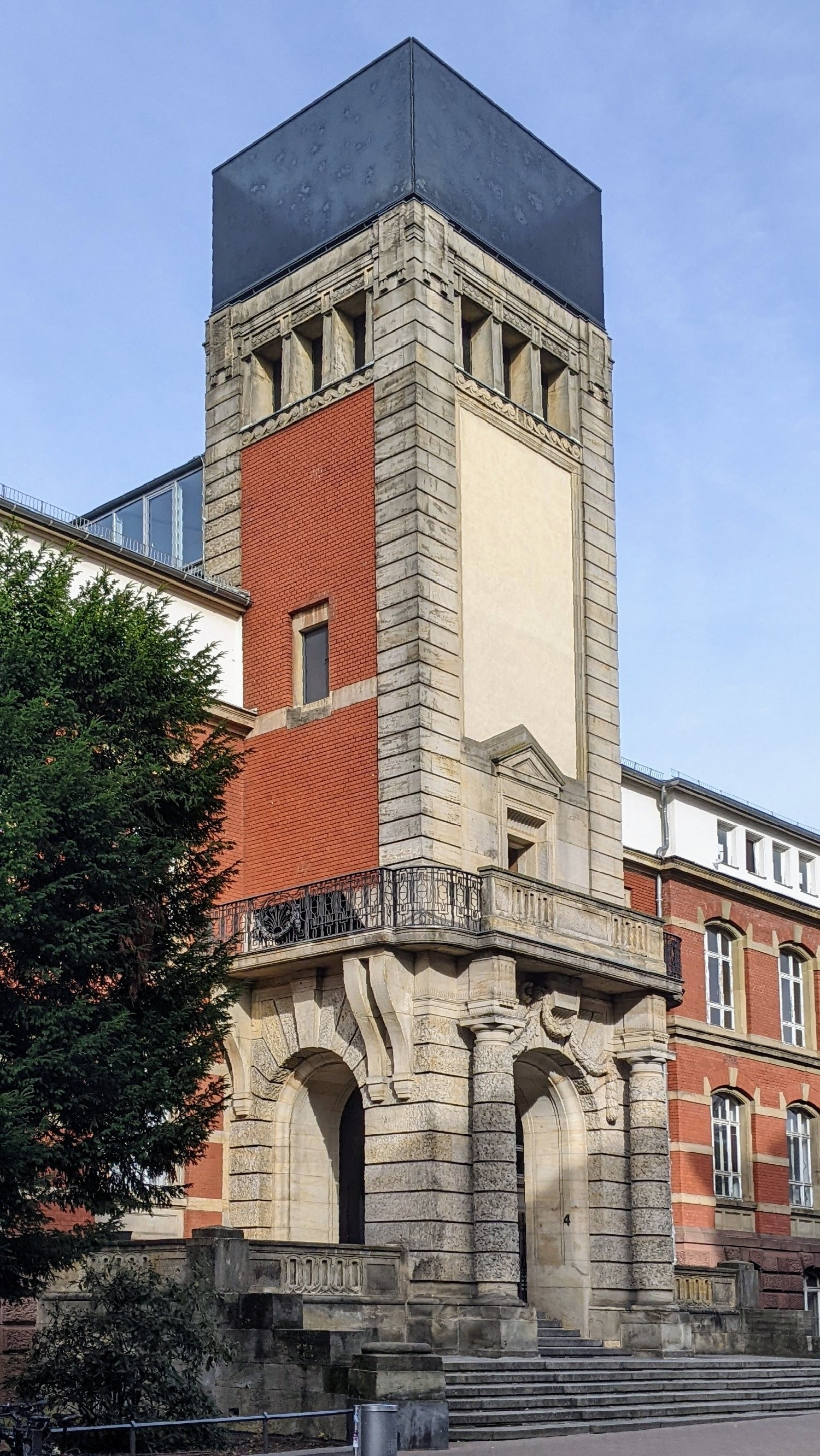
„Pützer-Turm“ in der Hochschulstraße

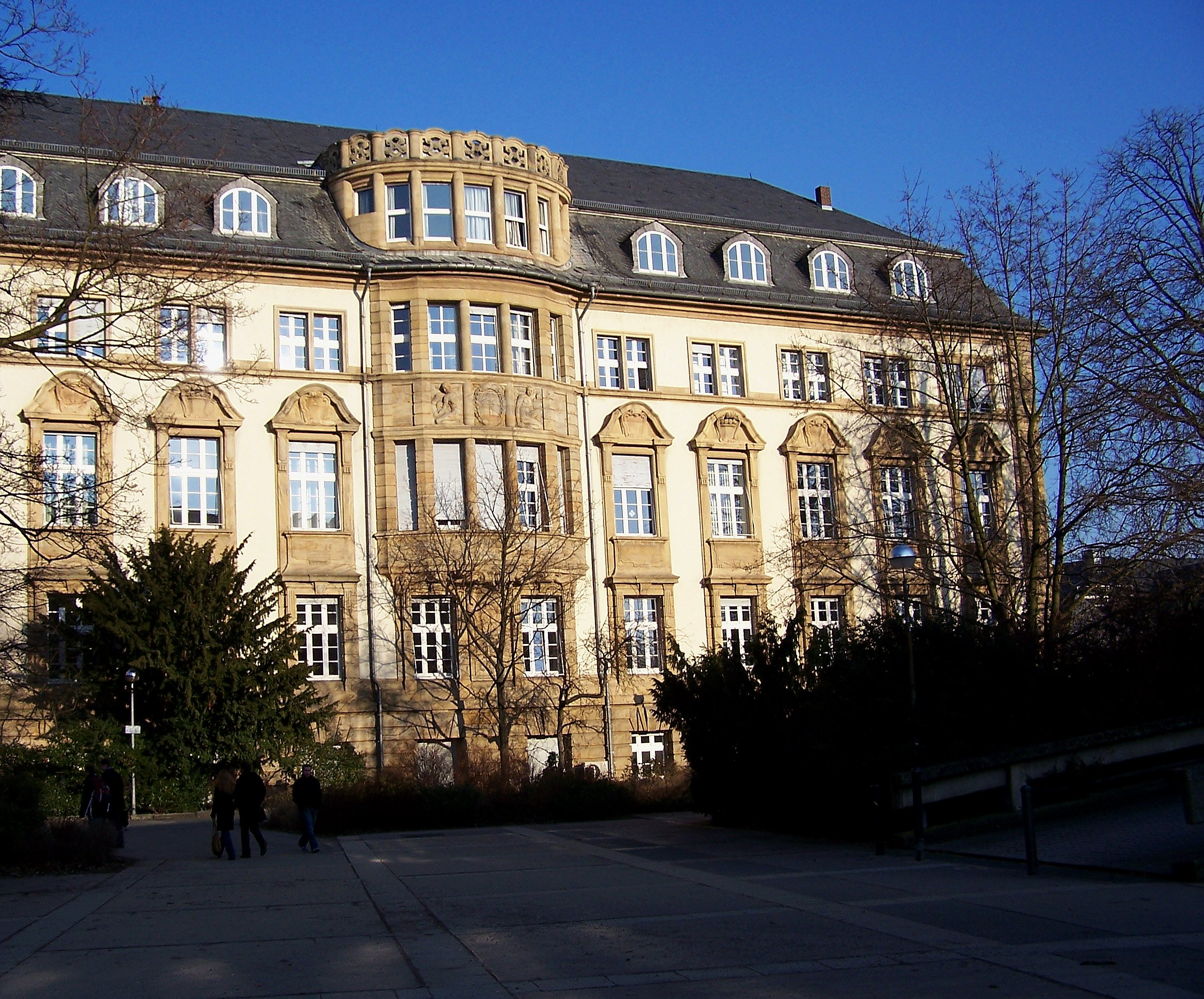
Westflügel des Alten Hauptgebäudes

Anfang des 20. Jahrhunderts kam es zu einer weiteren baulichen Erweiterung der TH. So entstand 1904 der von Friedrich Pützer erbaute sog. Uhrturm gegenüber dem Hauptgebäude. Zwischen 1904 und 1908 wurden von dem Architekten Georg Wickop Kraftwerk und Maschinenbaulaboratorium an der Magdalenenstraße erbaut sowie das Hauptgebäude in nördlicher Richtung am Herrngarten erweitert. 1908 wurde auch der Erweiterungsbau des Westflügels des Hauptgebäudes bezogen.
Im Ersten Weltkrieg sank die Zahl der Studierenden auf ein Rekordtief von ca. 300. Auch etwa die Hälfte des Lehrkörpers war zeitweise zum Kriegsdienst eingezogen worden. Zehn Lehrende und 245 Studierende verloren im Ersten Weltkrieg ihr Leben. Die Namen der Gefallenen wurden auf einer Bronzetafel festgehalten, die im Eingangsbereich des Hauptgebäudes platziert wurde. Nach einem Entwurf von Heinrich Walbe wurde zudem 1919 ein Gefallenendenkmal errichtet, das sich am nördlichen Rand des Hochschulstadions befindet.
Im Juli 1918 gründete sich die Vereinigung von Freunden der Technischen Hochschule Darmstadt. Intention war es, finanzielle Mittel v. a. aus der Wirtschaft zur Unterstützung der notleidenden Hochschule nach dem Ende des Ersten Weltkriegs zu erhalten. 2017 hatte die Vereinigung 2.500 Mitglieder und ein Vermögen von umgerechnet ca. 3,8 Millionen Euro.
In den Jahren 1922/23 entstanden der Neubau für die Gerbereichemie an der Schlossgartenstraße für Edmund Stiasny sowie das dahinter gelegene Hochspannungslaboratorium für Waldemar Petersen. Für beide Gebäude, die aus Mitteln von privater Seite finanziert wurden, war Heinrich Walbe als Architekt verantwortlich.
Im Mai 1926 gründete sich aus einer siebenköpfigen Studentengruppe die Darmstädter Hochschulgruppe des Nationalsozialistischen Deutschen Studentenbundes. Da die von ihr vorgelegte Satzung nicht genehmigt wurde, trat sie zu Beginn noch unter dem Namen „Völkische Studenten“ an. Anfang 1931 errang die Liste des NSDStB in der AStA-Wahl die Mehrheit und stellte seither den Vorsitz.
1933 wurde auch die TH Darmstadt im Zuge der Machtübernahme durch die Nationalsozialisten gleichgeschaltet. Die Auseinandersetzungen mit den neuen Machthabern kulminierte in der sog. Lieser-Affäre im Frühsommer 1933, die zu einer zeitweisen Schließung der Hochschule führte. Zahlreiche Wissenschaftler wurden unter Bezug auf das Gesetz zur Wiederherstellung des Berufsbeamtentums entlassen. Darüber hinaus verloren einige jüdische Wissenschaftler ihre Stelle und wurden gezwungen, ins Exil zu gehen. Unter den Professoren waren dies u. a. Erich Aron, Hans Baerwald, Ernst Berl, Josef Plenk und Edmund Stiasny. Auch zahlreiche Mitarbeiter, wie B. Maria Dorer, Stephan Gradstein, Paul Leser, Klaus Federn oder Kurt Lion, wurden aus „rassischen Gründen“ oder unter Hinweis auf ihren jüdischen Glauben aus der Hochschule gedrängt. Auch der mit einer Jüdin verheiratete Gerhard Herzberg, dem 1971 der Nobelpreis für Chemie verliehen wurde, verließ deswegen die TH Darmstadt. Unter den Nationalsozialisten übernahm die TH den Fachbereich Maschinenbau von den Technischen Lehranstalten Offenbach.

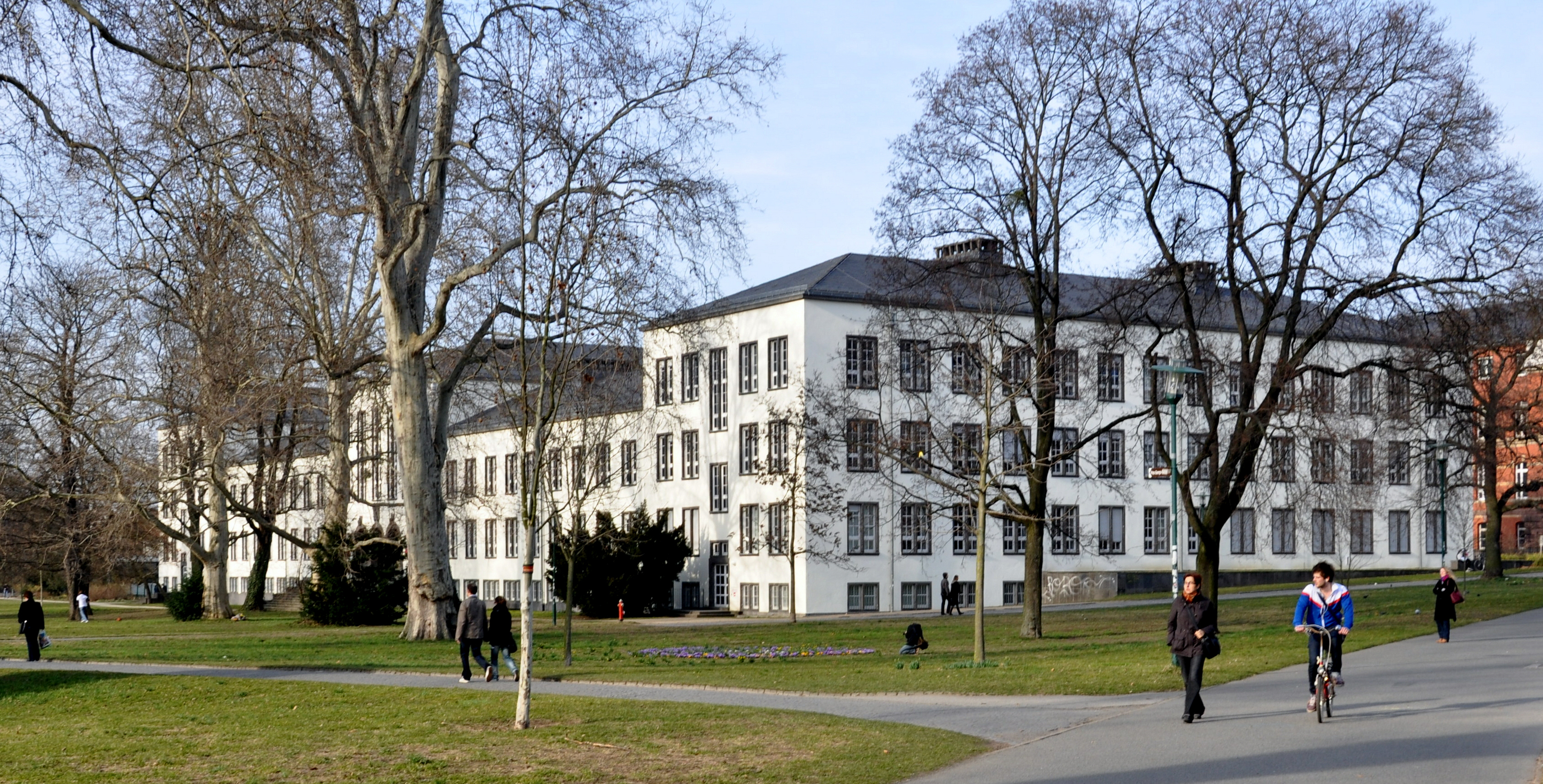
Robert-Piloty-Gebäude (Informatik) am Herrngarten

In der Nacht vom 11. auf den 12. September 1944 wurden ca. 60–80 Prozent der Stadt durch einen britischen Bombenangriff zerstört, darunter litt auch die im Zentrum liegende Technische Hochschule in besonderer Weise. Die Zerstörung vieler Hochschulgebäude wurde in einer Bildersammlung von Ernst Söllinger festgehalten. Mit dem Einmarsch der US-Army am 25. März 1945 wurde die TH zunächst geschlossen. Einzelne Anlagen, die weitgehend unzerstört waren, wurden von der Besatzungsmacht beschlagnahmt. Dazu gehörte das Institut für Fernmeldetechnik von Hans Busch, das Zintl-Institut am Herrngarten, das Hochschulstadion und der Windkanal. Auf Antrag des bereits am 28. April 1945 gebildeten dreiköpfigen Vertrauensausschusses aus den Professoren Wilhelm Schlink, Erich Reuleaux und Max Muss vom November 1945 wurde die TH am 7. Januar 1946 wiedereröffnet. Bereits 1947 fand der erste Kongress für Ingenieursausbildung (IKIA) statt.

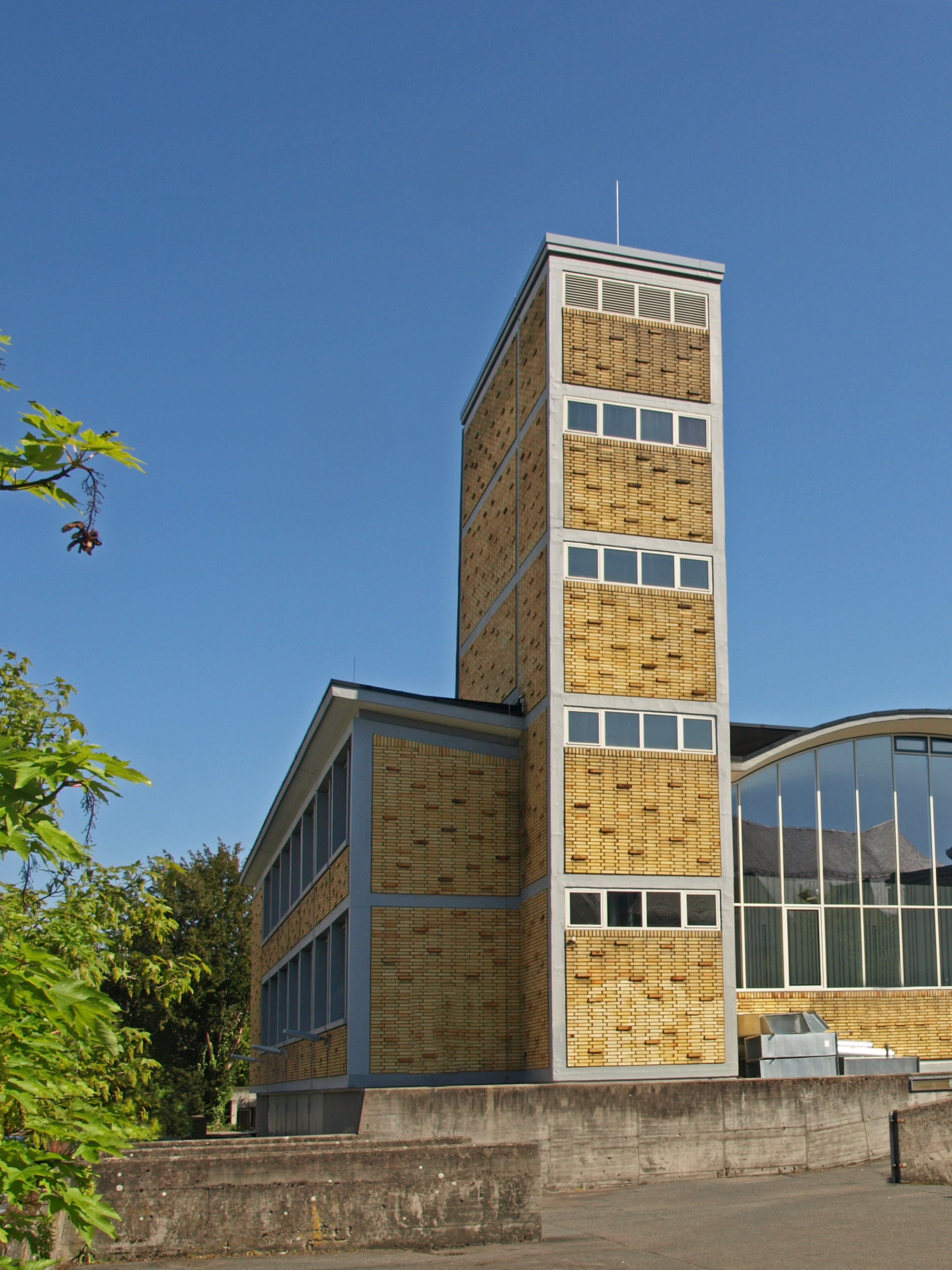
Wasserbauhalle (1957) von Ernst Neufert

Ein Wiederaufbau in größerem Umfang setzte erst nach der wirtschaftlichen Genesung des Landes Hessen (im Zuge des „Wirtschaftswunders“) Anfang bzw. Mitte der 1950er Jahre ein. Organisatorische Voraussetzung für den Wiederaufbau war die Schaffung des Staatlichen Hochschulbauamts im Juli 1949. Erster Leiter des Amts wurde auf Vorschlag des Kultusministeriums Herbert Rimpl, der bereits 1949 verschiedene Wiederaufbauvarianten vorschlug. Christoph Miller bis 1951 und Friedrich Holtz hatten danach an der Wiedererrichtung der Hochschulgebäude einen maßgeblichen Anteil. Friedrich Holtz leitete das Amt bis zu seinem Ruhestand 1963. Erste äußere Anzeichen des Wiederaufbaus waren die Sanierung der Otto-Berndt-Halle 1951/52 mit McCloy-Mitteln, der Bau des Deutschen Kunststoffinstituts 1954/55 mit Mitteln aus der Privatwirtschaft, der Bau der Stoeferle-Halle 1954 (Abriss 2014), der Große Physik-Hörsaal 1958 sowie der Bau der ersten Institute des Bauingenieurwesens ab 1955 durch Theo Pabst und Günter Koch auf dem ehemaligen Altstadtgelände östlich des Schlosses. Zu diesen Gebäuden gehörte auch die 1956–1957 errichtete Wasserbauhalle von Ernst Neufert.
Seit den 1960er Jahren, vor allem aber in den 1970er Jahren, wurde, gefördert durch ständig steigende Studentenzahlen, der Ausbau der Wissenschaftseinrichtung an verschiedenen Standorten (v. a. Campus Innenstadt, Campus Lichtwiese und Campus Botanischer Garten) weiter vorangetrieben. So wurde am 15. Mai 1972 der Fachbereich Informatik gegründet. Auch wurden Teile anderer Hochschulen übernommen (so etwa der Fachbereich Architektur der HfG Offenbach). Seit dem 1. Oktober 1997 trägt die Hochschule den Namen Technische Universität Darmstadt.
Seit dem 1. Januar 2005 ist die TU Darmstadt als erste deutsche Universität weitgehend autonom. Es werden seither neue Entscheidungsstrukturen erprobt, u. a. kann die Hochschule den Haushalt und die Liegenschaften selbst verwalten und selbständig mit Professoren über ihr Gehalt und ihre Ausstattung verhandeln und sie ernennen. 2010 erhielt die Technische Universität zudem die Dienstherreneigenschaft und die Arbeitgeberfunktion. Seitdem werden die Tarifverhandlungen für die Beschäftigten von der TU selbst geführt und nicht mehr vom Land Hessen. Die Beamten sind zudem Beamte der Universität und nicht des Landes. Als erste staatliche Universität hat die TU 2012 eine Betriebsrente für angestellte Professoren eingerichtet. Damit wird die Gleichbehandlung der Professoren angestrebt. Die Technische Universität Darmstadt besitzt daneben das Selbstakkreditierungsrecht für ihre Studiengänge.
Im Jahr 2005 konnte die Universität aus eigenen Mitteln den ehemaligen Militärflugplatz bei Griesheim erwerben, der unmittelbar an den Campus Windkanal angrenzt. Der Flugplatz wurde unter Naturschutz gestellt, kann aber in gewissem Umfang zu Forschungszwecken genutzt werden.
Bei einem Vorfall im August 2021 wurden sieben Personen an der TU vergiftet, eine Person schwebte in Lebensgefahr. Die Vergiftungen wurden durch zwischen Freitag, 20. August und Montag, 23. August 2021 mit Gift versetzte Milchpackungen und Wasserbehälter im Gebäude L201 des Campus Lichtwiese verursacht. Im März 2022 wurde eine 32-jährige Studentin als Tatverdächtige festgenommen und in psychiatrische Behandlung übergeben.

## Forschung, Lehre und Förderung an der TU Darmstadt

### Exzellenzinitiative
Die Technische Universität Darmstadt war 2007 und 2012 in der Exzellenzinitiative des Bundes und der Länder erfolgreich und erhielt einen Teil der ausgeschütteten Gelder. Seit 2007 werden die Graduiertenschule Graduate School of Computational Engineering „Beyond Traditional Sciences“ und der Exzellenzcluster „Smart Interfaces“ (Intelligente Grenzflächen) gefördert. 2012 ist zusätzlich die Graduiertenschule für Energiewissenschaft und Energietechnik eingerichtet worden. Zudem ist die TU Darmstadt am Exzellenzcluster „Die Herausbildung normativer Ordnungen“ der Universität Frankfurt beteiligt. In der neuen Runde von 2025 hat sich Darmstadt erfolgreich beworben mit den Exzellenzclustern Reasonable Artificial Intelligence und The Adaptive Mind. Dies ermöglicht eine Bewerbung um eine darüber hinausgehende Förderung als Exzellenzuniversität.

### Cluster in IT und KI
Die Technische Universität Darmstadt ist Teil des IT-Clusters Rhein-Main-Neckar und Spitzenclusters Software-Cluster. Im Januar 2010 hat der Software-Cluster den Spitzencluster-Wettbewerb der Bundesregierung Deutschland gewonnen. Ziel des Clusters ist es, die Transformation von Unternehmen zu digitalen Unternehmen zu ermöglichen. Dieser Cluster besteht aus den Zentren Darmstadt, Kaiserslautern, Karlsruhe, Saarbrücken und Walldorf. Seit 2017 unterstützt das Bundesministerium für Bildung und Forschung die Zusammenarbeit zwischen dem Deutschen Forschungszentrum für Künstliche Intelligenz, dem Kompetenzzentrum Informatik Saarland und der Technischen Universität Darmstadt mit Unternehmen und Forschungseinrichtungen aus dem Silicon Valley, Singapur und Bahia in Brasilien.
Die Technische Universität Darmstadt ist Partner des Nationalen Forschungszentrums für angewandte Cybersicherheit ATHENE, der größten Forschungseinrichtung für angewandte IT-Sicherheit in Europa.
Die TU Darmstadt ist Sitz des Hessischen Zentrums für Künstliche Intelligenz. Das Deutsche Forschungszentrum für Künstliche Intelligenz hat einen Standort an der Technischen Universität Darmstadt.

### Forschungsprofil
Das Forschungsprofil der TU Darmstadt wird geprägt von drei großen, fächerübergreifenden Forschungsfeldern:
- Energy and Environment (E+E)
- Information and Intelligence (I+I)
- Matter and Materials (M+M).

Innerhalb dieser Forschungsfelder sind mehrere, thematisch fokussierte Profilthemen definiert.

### Fach- und Studienbereiche
In 13 Fachbereichen bietet die Technische Universität Darmstadt von „Angewandte Geowissenschaften“ bis „Wirtschaftswissenschaften“ mehr als 100 Studiengänge an.
| Studierende an der TU Darmstadt (Stand WS 2019/20) | Studierende an der TU Darmstadt (Stand WS 2019/20) | Studierende an der TU Darmstadt (Stand WS 2019/20) | Studierende an der TU Darmstadt (Stand WS 2019/20) | Studierende an der TU Darmstadt (Stand WS 2019/20) |
| -------------------------------------------------- | -------------------------------------------------- | -------------------------------------------------- | -------------------------------------------------- | -------------------------------------------------- |
|                                                    |                                                    |                                                    |                                                    |                                                    |
| Fachbereich                                        | Fachbereich                                        |                                                    | Studierende                                        | Studierende                                        |
| Architektur (FB15)                                 | Architektur (FB15)                                 |                                                    | 1274                                               | 1274                                               |
| Bau- und Umweltingenieurwissenschaft (FB13)        | Bau- und Umweltingenieurwissenschaft (FB13)        |                                                    | 2068                                               | 2068                                               |
| Biologie (FB10)                                    | Biologie (FB10)                                    |                                                    | 787                                                | 787                                                |
| Chemie (FB07)                                      | Chemie (FB07)                                      |                                                    | 981                                                | 981                                                |
| Elektrotechnik und Informationstechnik (FB18)      | Elektrotechnik und Informationstechnik (FB18)      |                                                    | 2011                                               | 2011                                               |
| Gesellschafts- und Geschichtswissenschaften (FB02) | Gesellschafts- und Geschichtswissenschaften (FB02) |                                                    | 2954                                               | 2954                                               |
| Humanwissenschaften (FB03)                         | Humanwissenschaften (FB03)                         |                                                    | 1358                                               | 1358                                               |
| Informatik (FB20)                                  | Informatik (FB20)                                  |                                                    | 3569                                               | 3569                                               |
| Maschinenbau (FB16)                                | Maschinenbau (FB16)                                |                                                    | 2614                                               | 2614                                               |
| Material- und Geowissenschaften (FB11)             | Material- und Geowissenschaften (FB11)             |                                                    | 1134                                               | 1134                                               |
| Mathematik (FB04)                                  | Mathematik (FB04)                                  |                                                    | 749                                                | 749                                                |
| Physik (FB05)                                      | Physik (FB05)                                      |                                                    | 1138                                               | 1138                                               |
| Rechts- und Wirtschaftswissenschaften (FB01)       | Rechts- und Wirtschaftswissenschaften (FB01)       |                                                    | 3531                                               | 3531                                               |
| Studienbereich                                     |                                                    |                                                    |                                                    |                                                    |
| Computational Engineering (CE)                     | Computational Engineering (CE)                     |                                                    | 299                                                | 299                                                |
| Informationssystemtechnik (iST)                    | Informationssystemtechnik (iST)                    |                                                    | 239                                                | 239                                                |
| Mechatronik (MEC)                                  | Mechatronik (MEC)                                  |                                                    | 154                                                | 154                                                |
| Mechanik                                           | Mechanik                                           |                                                    | 193                                                | 193                                                |
| Energy Science and Engineering (ESE)               | Energy Science and Engineering (ESE)               |                                                    | 117                                                | 117                                                |
| Quelle: TU Darmstadt, Fortschrittsbericht 2019     |                                                    |                                                    |                                                    |                                                    |

### Strategische Partnerschaften
Die Technische Universität unterscheidet bei strategischen Partnerschaften zwischen einer strategischen Allianz, einem Cooperative Lab und einem TU Darmstadt-Kooperationsinstitut.
Die TU Darmstadt pflegt strategische Allianzen mit den Unternehmen Merck, Deutsche Bahn, Continental, Bosch und Siemens. Cooperative Labs sind Forschungslabore, die gemeinsam mit dem Partner und in der Regel auf dem Gelände der TU Darmstadt betrieben werden. In den Labs wird gemeinsam und interdisziplinär zu einem definierten, aber breit angelegten Themengebiet geforscht. Gemeinsam mit Merck betreibt die TU Darmstadt das Merck Lab, in dem von 2006 bis 2016 neuartige anorganische Verbundmaterialien untersucht wurden, die sich als druckbare Bauteile für elektronische Anwendungen eignen. 2016 wurde das Labor neu ausgerichtet und beschäftigt sich seitdem mit dem Themenfeld „Kostengünstige Diagnostik und Analytik“.
Ausgewählte strategische Partnerschaften können von der Hochschulleitung zusätzlich den Status eines TU Darmstadt-Kooperationsinstituts erhalten. Das erste TU Darmstadt-Kooperationsinstitut ist seit 2012 das DB Schenker Lab, dessen Ziel es ist die gemeinsame Forschung in den Themenfeldern Transport und Logistik auszubauen und ergänzend relevante Angebote in den Bereichen Lehre, Aus- und Weiterbildung sowie Hochschulmarketing zu schaffen.

### Kooperationen
Die Technische Universität Darmstadt unterhält mehrere Forschungskooperationen mit Unternehmen und Forschungseinrichtungen. Dazu gehören zum Beispiel:
- PRORETA, eine Forschungskooperation mit der Continental AG, dessen Ziel es ist Fahrerassistenzsysteme zu entwickeln, die Verkehrsunfälle vermeiden.[40]
- Intel Collaborative Research Institute for Secure Computing (ICRI-SC), ein gemeinsames Institut der Technischen Universität Darmstadt und Intel, das sich mit der Sicherheit von System-on-a-Chip (SoC) Plattformen befasst.[41]
- Intel Collaborative Research Institute for Collaborative Autonomous & Resilient Systems (ICRI-CARS), ein gemeinsames Institut der Technischen Universität Darmstadt und Intel zur Untersuchung von Sicherheit, Privatsphäre und Schutz autonomer Systeme, die miteinander zusammenarbeiten.[42]
- Nationales Forschungszentrum für angewandte Cybersicherheit ATHENE, eine Kooperation der TU Darmstadt, der Hochschule Darmstadt, dem Fraunhofer-Institut für Sichere Informationstechnologie SIT und dem Fraunhofer-Institut für Graphische Datenverarbeitung IGD, das sich mit Kernfragen der Cybersicherheit beschäftigt.[43]
- SAP Research, eine Kooperation mit dem Softwarehersteller SAP, das zu den verschiedensten Gebieten forscht.[44]
- Die TU Darmstadt ist an dem public private Partnership House of IT beteiligt.
- ESA_Lab@TU Darmstadt, eine Forschungseinrichtung der Europäischen Weltraumorganisation, die im Fachbereich Maschinenbau angesiedelt ist. Es ist die erste Einrichtung dieser Art an einer deutschen Universität. Die TU Darmstadt und die Europäische Weltraumorganisation sind Partner.[45][46][47]
- Das Hessische Zentrum für Künstliche Intelligenz hat seinen Hauptsitz an der TU Darmstadt.[48]
- Das Deutsche Forschungszentrum für Künstliche Intelligenz hat einen Standort an der TU Darmstadt.[49]

Die Technische Universität Darmstadt ist auch Mitglied im Competence Center for Applied Security Technology (CAST), dem größten Unternehmensnetzwerk für Cybersicherheit im deutschsprachigen Raum.

### Externe Forschungseinrichtungen
In der Nähe der Universität haben sich zahlreiche nationale und internationale Forschungseinrichtungen angesiedelt. Darunter sind:
- GSI Helmholtzzentrum für Schwerionenforschung (GSI)
- Facility for Antiproton and Ion Research (FAIR)
- Fraunhofer-Institut für Sichere Informationstechnologie (SIT)
- Fraunhofer-Institut für Graphische Datenverarbeitung (IGD)
- Fraunhofer-Institut für Betriebsfestigkeit und Systemzuverlässigkeit (LBF)
- Europäisches Raumflugkontrollzentrum (ESOC)
- Europäische Organisation für die Nutzung meteorologischer Satelliten (EUMETSAT)

Die TU Darmstadt kooperiert mit diesen Forschungsinstituten auf breiter Basis. Zum Beispiel einigten sich die TU Darmstadt und GSI auf eine strategische Partnerschaft, die die Zusammenarbeit beim Aufbau der Teilchenbeschleunigeranlage Facility for Antiproton and Ion Research einschließt.
2018 hat die TU Darmstadt den Wettbewerb des Europäischen Innovations- und Technologieinstituts (EIT) gewonnen und baut gemeinsam mit 50 Partnern, darunter Siemens, Volkswagen, Kuka, Deutsches Forschungszentrum für Künstliche Intelligenz und Volvo ein Institut für Fertigung auf. In Darmstadt wird sich ein EIT Manufacturing Innovation Hub ansiedeln.

### Wissenstransfer und Unternehmensgründungen
Die TU Darmstadt unterstützt auch beim Wissenstransfer. Dazu existiert an der TU Darmstadt das Innovations- und Gründungszentrum HIGHEST (Home of Innovation, GrowtH, EntrepreneurShip and Technology Management). HIGHEST unterstützt bei der Entwicklung eines Geschäftsmodells, beim Finden von passenden Förderprogrammen, bei der Vernetzung mit Mentoren, Unternehmen und Kapitalgebern, bietet Vorlesungen und Seminare zum Thema Innovation und Unternehmertum an und stellt Ansprechpartner zur Verfügung. Zudem existieren an der TU Darmstadt Labs zu verschiedenen Fachgebieten, in denen man experimentieren oder sich einfach austauschen kann. Der Autonomiestatus ermöglicht der TU Darmstadt sich auch an Existenzgründungen mit eigenen Mitteln zu beteiligen. Die TU Darmstadt wurde von EXIST als Gründerhochschule ausgezeichnet und gehört zu den Top 5 der antragsstärksten Universitäten für EXIST-Gründerstipendien und EXIST-Forschungstransfer Bewilligungen. Sie gilt als Vorbild, wenn es darum geht Gründungsprozesse schnell, einfach und transparent zu gestalten. Seit 2013 wurden 95 wissens- und technologiebasierte Unternehmen im Umfeld der TU Darmstadt gegründet.
Bekannte Unternehmen, die von Absolventen gegründet worden sind, sind zum Beispiel die Software AG, Kingston Technology, Brain AG, Isra Vision, Eicher Goodearth und Akasol.

### Drittmittel
Die meisten Drittmittel, die die TU Darmstadt erhält, sind dem Bereich Informatik, System- und Elektrotechnik zuzuordnen. Die TU Darmstadt erhielt dabei von 2014 bis 2016 deutschlandweit die zweithöchsten Drittmittel im Fachgebiet Informatik, System- und Elektrotechnik. Betrachtet man nur die Drittmittel im Fachgebiet Informatik belegt sie sogar den ersten Platz bei den absoluten Einnahmen an Fördermitteln der Deutschen Forschungsgemeinschaft. In den Ingenieurwissenschaften erhielt die TU Darmstadt von 2014 bis 2016 absolut die vierthöchsten Drittmittel in der Bundesrepublik Deutschland. Zudem erhält die TU Darmstadt unter den hessischen Universitäten die meisten Fördermittel aus dem EU-Förderprogramm Horizon 2020. Die meisten Fördermittel stammen dabei aus dem Schwerpunkt Wissenschaftsexzellenz.

### Hochleistungsrechner
Die Technische Universität Darmstadt ist eine der wenigen Universitäten, die einen Hochleistungsrechner besitzen. Der Hochleistungsrechner Lichtenberg ist benannt nach Georg Christoph Lichtenberg und hat eine Rechenleistung von rund 1 PetaFLOPS. Zum Vergleich der derzeit schnellste Hochleistungsrechner Summit leistet 148,6 PetaFLOPS (Stand: Juni 2019). Im Jahr 2015 gehörte der Lichtenberg zu den TOP500, eine Liste der 500 schnellsten Computersysteme der Welt. 2017 erhielt die TU Darmstadt 15 Millionen Euro vom Bund und Land für den Ausbau des Lichtenberg-Hochleistungsrechners, den Lichtenberg II. Dieser soll mehr als die doppelte Leistung haben. Zum Einsatz kommen wird Lichtenberg II insbesondere im Bereich Computational Engineering, der ein Profilthema der TU Darmstadt ist.
Der Fachbereich Informatik besitzt dazu noch einen NVIDIA DGX-2, ein Hochleistungsrechner mit einer Leistung von rund zwei PetaFLOPS. Dieser soll speziell für die Forschung im Maschinellen Lernen und in der Künstlichen Intelligenz verwendet werden.
Die TU Darmstadt ist zudem Mitglied im Hessischen Kompetenzzentrum für Hochleistungsrechnen (HKHLR), ein Zusammenschluss der Goethe-Universität Frankfurt am Main, der Justus-Liebig-Universität Gießen, der Philipps-Universität Marburg, der Universität Kassel und der Technischen Universität Darmstadt. Jeder der Mitglieder besitzt einen Hochleistungsrechner. Die TU Darmstadt vertritt dabei als stimmberechtigtes Mitglied die hessischen Interessen in der Gauß-Allianz, dem Zusammenschluss aller Hochleistungsrechner auf Landesebene.

## Standorte

### Bezeichnung
Es gibt fünf Standorte: Stadtmitte, Lichtwiese, Botanischer Garten, Hochschulstadion und Windkanal (in Griesheim).

Gebäudenummerierung

Seit 2001 nummeriert die Universität ihre Gebäude durchgehend nach einem Schema:
- Der erste Buchstabe bezeichnet den Standort, also Stadtmitte, Lichtwiese, Hochschulstadion, Botanischer Garten und Windkanal.
- Die folgende Ziffer bezeichnet einen Unterabschnitt, wie etwa S2 für Stadtmitte-Nord.
- Nach einem Trennungszeichen „|“ folgt dann die Gebäudenummer.
- Danach folgt gegebenenfalls nach einem Trennstrich („/“ oder „-“) die zwei- bzw. dreistellige Nummer des Raumes, wobei (wie oft auch sonst üblich) die meisten Räume, die mit 0 anfangen, im Keller liegen, Räume im Erdgeschoss haben i. d. R. zweistellige Nummern. Räume, deren Nummer mit 1 anfangen, liegen im 1. Obergeschoss usw. In seltenen Fällen beinhalten die Raumnummern auch Buchstaben, die für einzelne Gebäudeteile stehen.

So lassen sich alle Gebäude und Räume eindeutig bezeichnen.

### Campus Stadtmitte

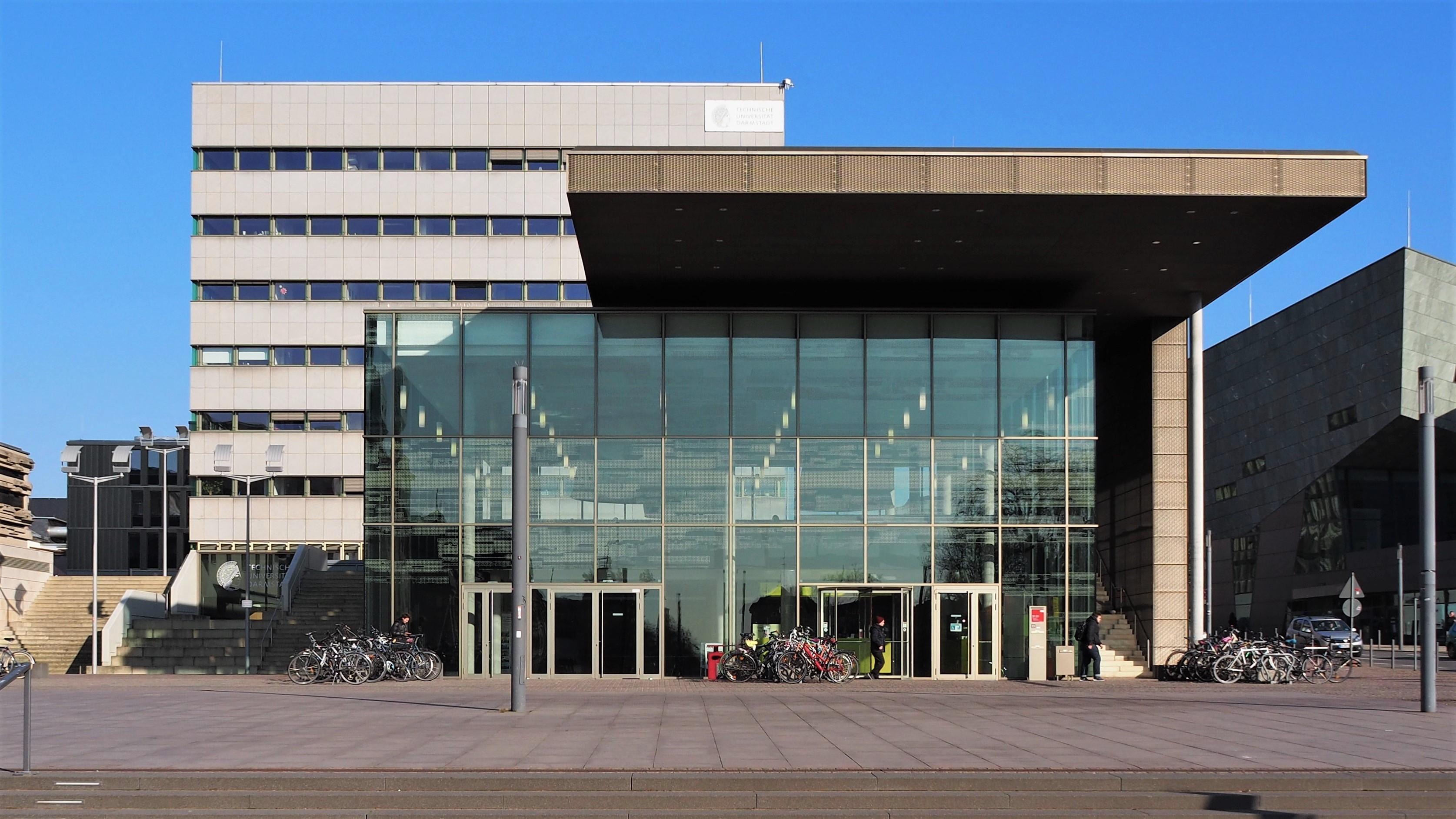
Vom links nach rechts: Audimax, Karl-Plagge-Haus, Verwaltungs-, Eingangsgebäude, Darmstadtium (2018)

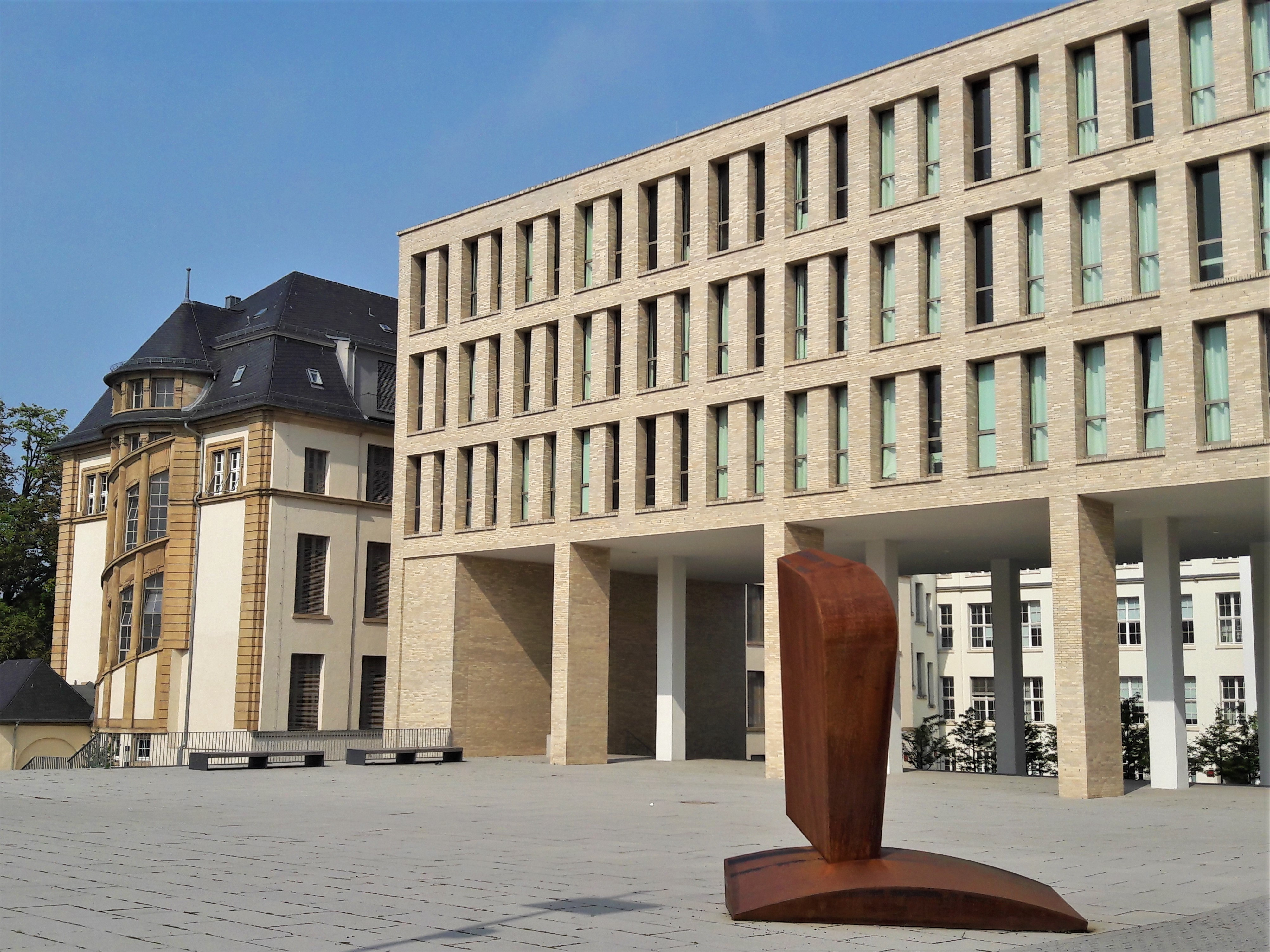
Campusplatz Stadtmitte mit Universitäts- und Landesbibliothek, Georg-Wickop-Flügel des Alten Hauptgebäudes und der Skulptur „Büste“ von Franz Bernhard

#### Struktur
Der älteste Standort der Universität nach der Standortverlagerung Ende des 19. Jahrhunderts befindet sich im so genannten Hochschulviertel der Darmstädter Innenstadt. Das Gebiet zwischen Herrngarten, Schloss und Darmstädter Altstadt teilt sich in drei Abschnitte auf. Im Mittelpunkt befindet sich der Abschnitt S1 rund um das Alte Hauptgebäude (S1|03). Dort liegen die Institute der Fachbereiche Rechts- und Wirtschaftswissenschaften, Erziehungswissenschaften, Psychologie, Maschinenbau und Papierwissenschaft. Am Karolinenplatz befindet sich das neue Hauptgebäude (S1|01) mit dem Auditorium maximum, dem im Jahr 2009 fertiggestellten Eingangsgebäude karo5 und der Universitätsverwaltung. Daneben liegt die Mensa (S1|11) mit der Verwaltung des Darmstädter Studentenwerks. Ein vielfältiges Kulturprogramm bot bis 2013 die Stoeferlehalle, besser bekannt unter ihrer Grundfläche 603qm, die tagsüber als Café benutzt wurde. Aus der Stoeferlehalle wurde das Karl Plagge-Haus, benannt nach dem TH-Absolventen Karl Plagge. Im Erdgeschoss betreibt der allgemeine Studierendenausschuss ein Café, das 221qm, und im Untergeschoss auf 585qm einen Club. Wegen der erweiterten Fläche änderte sich auch der Name des Kulturprojekts, aus 603qm wurde das 806qm.
Der nördliche Abschnitt S2 zwischen Herrngarten und Prinz-Georgs-Garten ist Standort für die Fachbereiche Mathematik, Physik und Informatik. Das älteste Gebäude ist das Institutsgebäude (S2|08) an der Hochschulstraße gegenüber dem Alten Hauptgebäude. Es stammt noch aus der Gründungszeit der Hochschule und wird heute von den Physikern genutzt. Das 1937 erbaute damalige Chemie-Institut (ehemals Eduard-Zintl-Gebäude, heute Robert-Piloty-Gebäude) wurde 2005 komplett renoviert und steht seitdem den Informatikern zur Verfügung.
Der südliche Abschnitt S3 ist geprägt vom Darmstädter Residenzschloss, welches von der Universität genutzt wird und bis zu ihrem Umzug in den Neubau unter anderem die Universitäts- und Landesbibliothek Darmstadt beheimatet hat. Der Schlosskeller wird als studentischer Partykeller genutzt. Während im Schloss der Fachbereich Gesellschaftswissenschaften und teilweise der Fachbereich Rechts- und Wirtschaftswissenschaften residiert, befinden sich die Institute der Elektrotechniker in den umliegenden Neubauten. Die Hörsäle im Hexagon werden von mehreren Fachbereichen genutzt.
Weitere Gebäude sind über die Darmstädter Innenstadt verstreut und tragen die Sammelstandortbezeichnung S4.

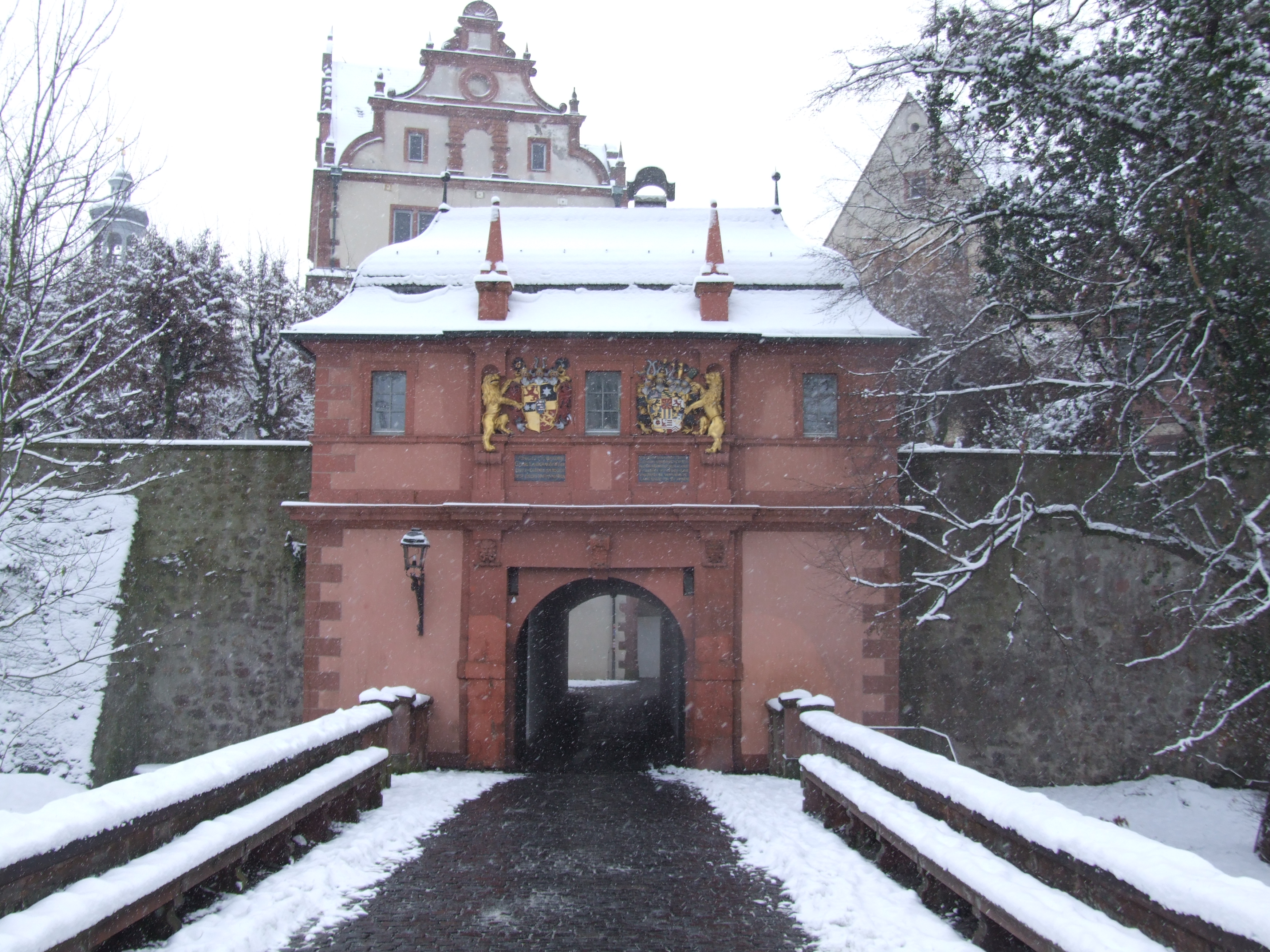
Nordeingang ins Darmstädter Residenzschloss

#### Bauliche Entwicklung
Im Alten Hauptgebäude wurden bis 2006 die beiden großen Hörsäle im 2. Obergeschoss modernisiert. Beide bieten jetzt unter anderem Wireless-LAN-Internetzugang und elektrisch verstellbare Tafeln. Im Westflügel S1|02 wurden das Dachgeschoss saniert sowie Korridore und das zentrale Treppenhaus neu gestaltet.
2007 wurde das neue Kongresszentrum darmstadtium nach Planung des Wiener Architekten Talik Chalabi eröffnet. Es befindet sich gegenüber dem Darmstädter Residenzschloss im Abschnitt S3. Das neue Kongresshotel grenzt als L-förmiger moderner Bau unmittelbar an das Zentrale Hörsaalgebäude (S1|01) mit dem Audimax. Beide Bauwerke sind über eine unterirdische Passarelle miteinander verbunden.

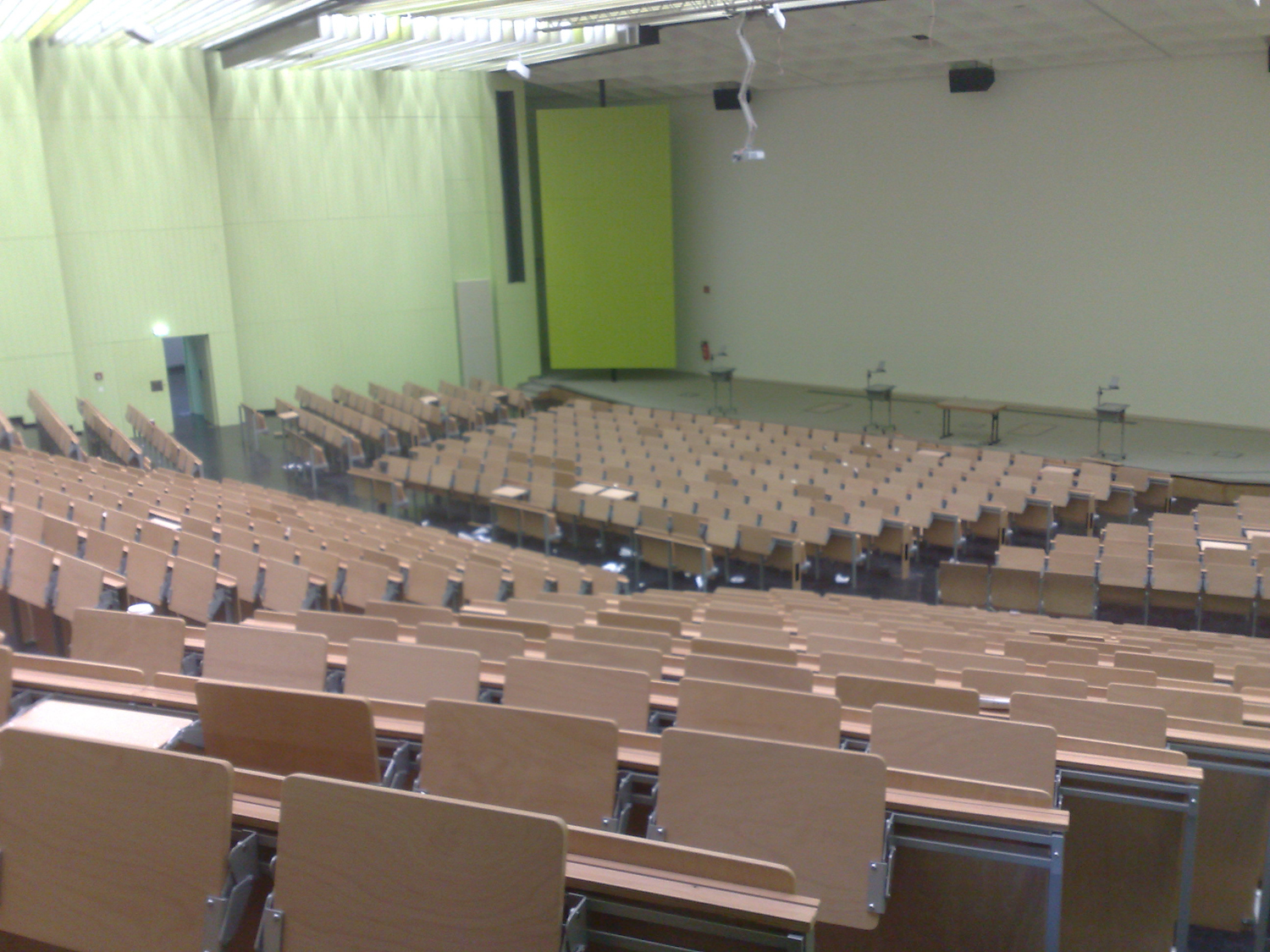
Das Auditorium maximum nach der Renovierung

Während der Bauarbeiten am Kongresszentrum und am Kongresshotel wurde das zentrale Hörsaalgebäude Auditorium maximum entkernt und bis 2009 saniert. Hinzu kam ein moderner Neubau eines Empfangsgebäudes (karo5), das 2009 eingeweiht wurde. Ein weit auskragendes Dach und künstlerisch bearbeitete Glasfassaden verleihen dem Gebäude einen eigenständigen Charakter. Der Entwurf stammt von dem Darmstädter Büro SHP Architekten BDA Deforth, Gerber, Opitz. Das von der Fünfwerken Design AG entworfene Innenraumkonzept wurde mit einem iF communication design award 2009 des Internationalen Forums Design Hannover ausgezeichnet. Zudem wurde das zentrale Verwaltungsgebäude (Uni-Hochhaus) saniert und die Fassade neu gestaltet.

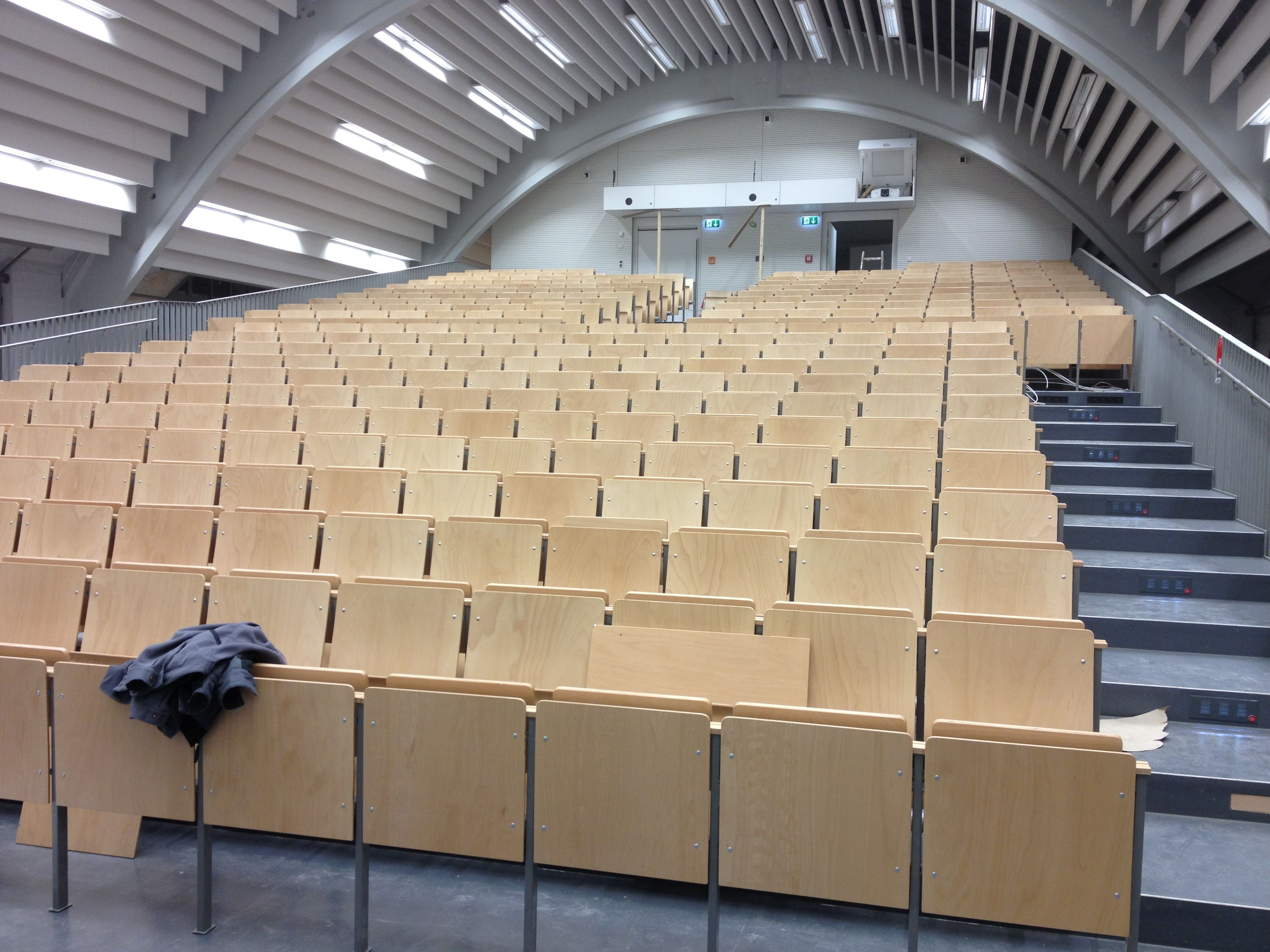
Georg-Wickop-Hörsaal im Alten Maschinenhaus TU Darmstadt

Die Universitäts- und Landesbibliothek Darmstadt (ULB) erhielt hinter dem Alten Hauptgebäude, vor dem Haupteingang der Mensa-Stadtmitte, ein neues Gebäude, das im Oktober 2012 eröffnet wurde. Im spiralförmig angelegten Bau nach Planung des Nürnberger Büros Bär, Stadelmann, Stöcker Architekten BDA sind auch mehrere Fachbereichsbibliotheken untergebracht.
Das ehemalige Kraftwerk, ein östlich des Alten Hauptgebäudes gelegenes Maschinengebäude, von Georg Wickop 1904 erbaut, wurde bis 2013 in ein Hörsaalgebäude umgebaut, nachdem das dortige Kraftwerk seit 2001 nicht mehr genutzt wurde. Es umfasst drei große Seminarräume sowie einen Hörsaal mit 372 Plätzen und soll auch für die Öffentlichkeit geöffnet sein.
2010 begann die Sanierung des Physik-Hörsaalgebäudes.
Die ehemalige Kfz-Werkstatt in der Magdalenenstraße sowie ein angrenzendes Gebäude wurden Mitte 2012 abgerissen. An deren Stelle entstand das Kinderhaus Stadtmitte für bis zu 70 Kinder von einem bis sechs Jahren, das im September 2013 in Betrieb ging. Im Vorderhaus des neuen Gebäudekomplexes ist in den beiden oberen Stockwerken zudem die Dachorganisation für die Promovendenförderung (INGENIUM) untergebracht.

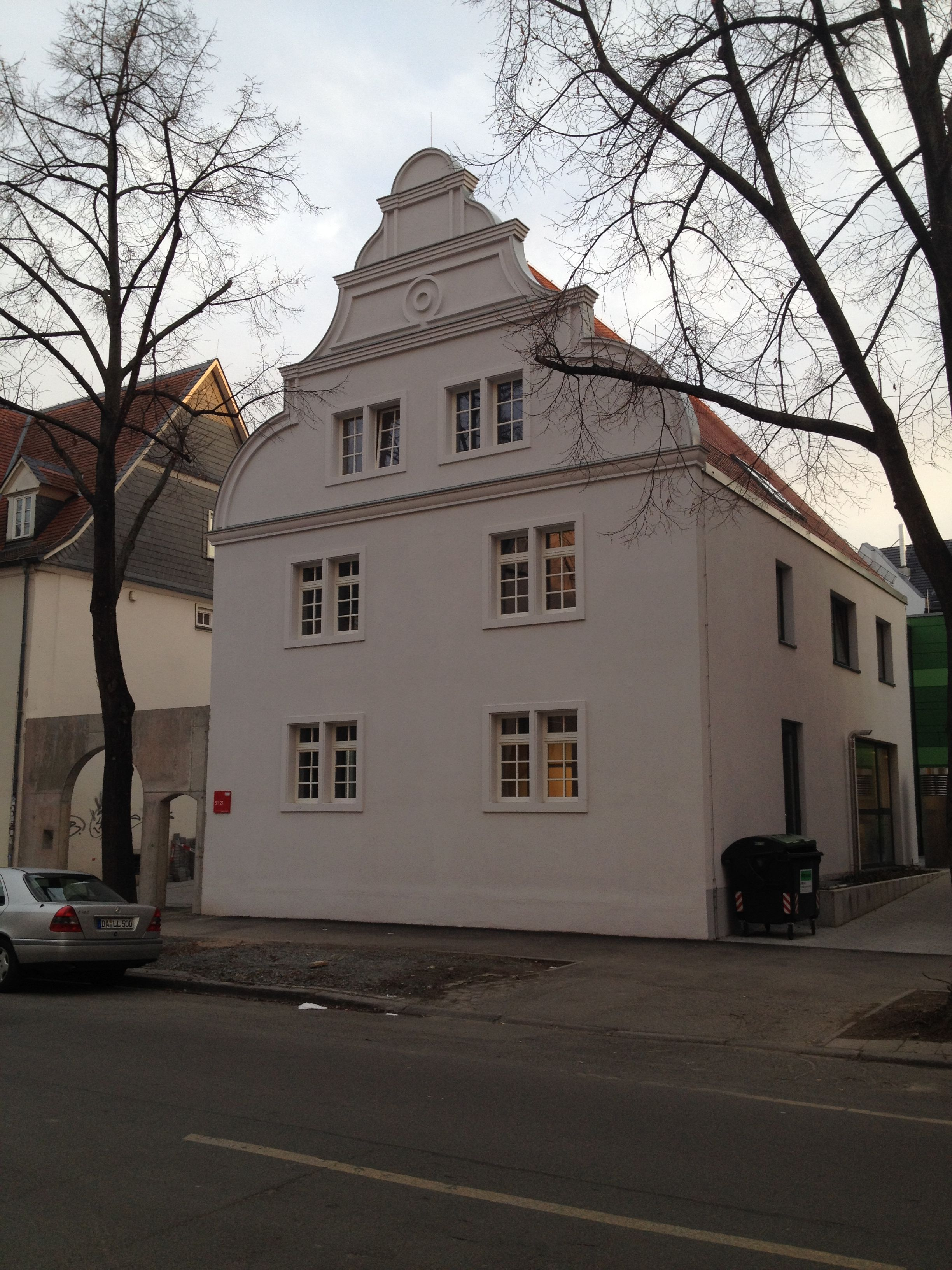
TU-Kinderhaus in der Magdalenenstraße

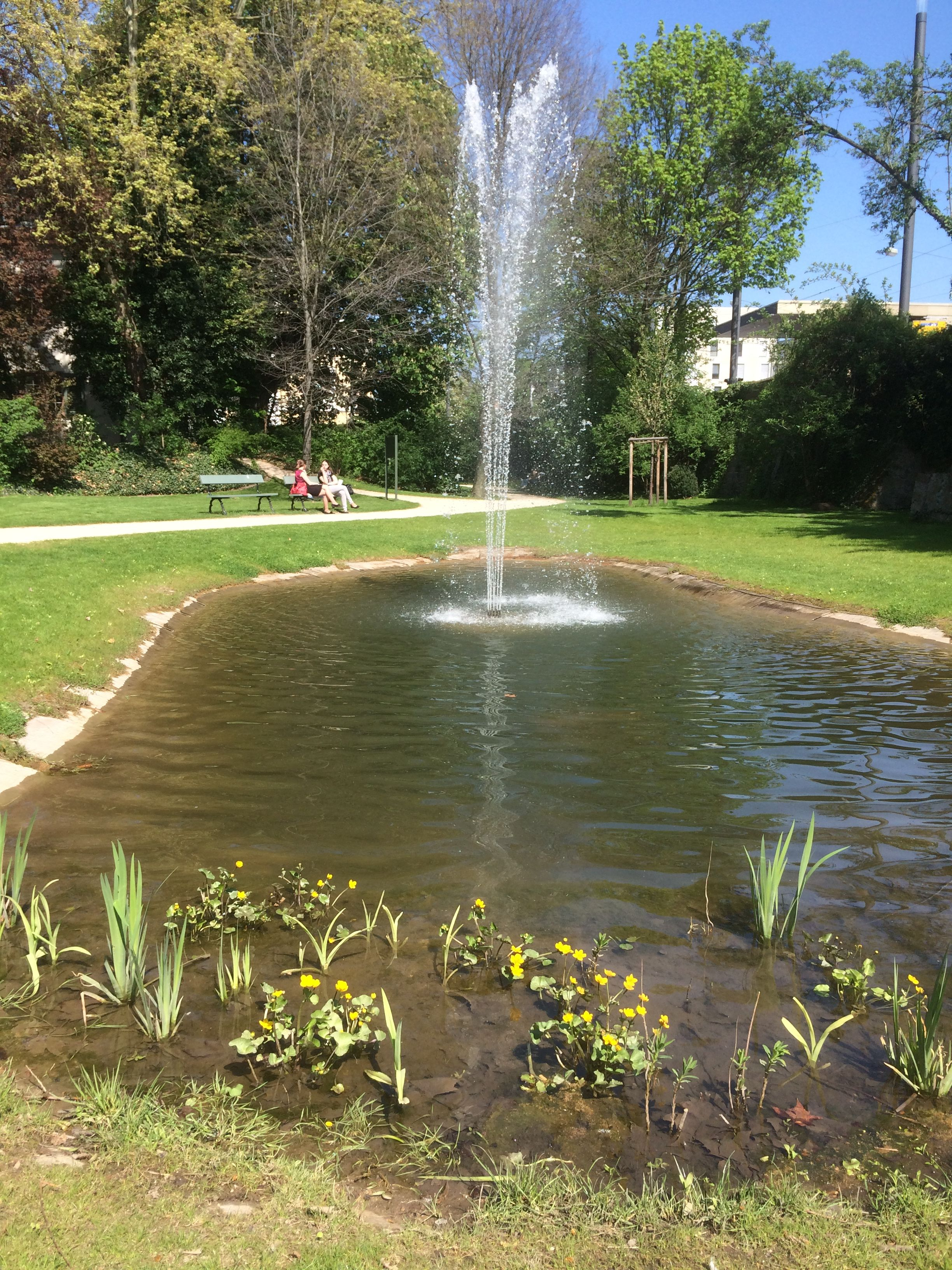
Schlossgraben in Darmstadt April 2015

Seit Herbst 2013 wird der Schlossgraben nach historischem Vorbild hergerichtet. Dieser wurde aus Anlass des ersten Botanischen Gartens in Darmstadt, der 1814 im Schlossgraben entstand, am 15. Juni 2014 der Öffentlichkeit wieder zur Verfügung gestellt.

### Campus Lichtwiese
Die Lichtwiese liegt im Südosten der Darmstädter Kernstadt zwischen Nieder-Ramstädter Straße, Böllenfalltor und Bahndamm der Odenwaldbahn. Die Lichtwiese auf dem Areal der Universität ist Teil des Landschaftsparks Lichtwiese.
Sie wurde erstmals 1924 von der TH genutzt, damals als Flugplatz der Akademischen Fliegergruppe (Akaflieg Darmstadt). Der Flugplatz wurde weiter ausgebaut und konnte sich einige Zeit als internationaler Flughafen behaupten. Mit der Freigabe des Flugplatzes in Griesheim infolge des Abzuges der französischen Besatzungsmacht Mitte 1930 und mit der Entscheidung des NS-Gauleiters Jakob Sprenger für den Ausbau des Frankfurter Flughafens war das Schicksal der Lichtwiese als Flugplatz endgültig besiegelt. Das städtische Gelände ging nach längeren Verhandlungen zwischen dem Land, der Universität und der Stadt am 28. Oktober 1963 in den Besitz des Landes über. Damit war eine zentrale Voraussetzung für die Schaffung eines neuen Campus der Universität geschaffen und es schien erstmals nach dem Zweiten Weltkrieg möglich, den akuten Platzmangel der Hochschule zu beseitigen. Neben den Instituten der Chemiker, Architekten, Maschinenbauer, Bauingenieure und Materialwissenschaftler hat der Campus eine eigene Mensa mit dem Biergarten Lichtwiesn.
Die Verkehrsanbindung galt als problematisch. Lange Zeit fuhr nur eine Darmstädter Stadtbuslinie zum abgelegenen Campus. Im Juni 2007 wurde der Haltepunkt TU-Lichtwiese der Odenwaldbahn eröffnet, um diesen Mangel zu beheben. Der Standort Lichtwiese erhält dadurch Direktverbindungen aus Richtung Odenwald und Darmstadt Hbf. Seit Dezember 2007 halten auch die Züge von/nach Frankfurt dort. Seit dem 25. April 2022 gibt es auch eine direkte Straßenbahnanbindung (Linie 2). Dafür wurde in zweieinhalb Jahren Bauzeit unter dem Namen Lichtwiesenbahn ein 1,3 km langer Abzweig von der Strecke zum Böllenfalltor mit zwei Stationen (Hochschulstadion und TU-Lichtwiese Campus) gebaut.

#### Zukunft des Campus Lichtwiese
Auch für den Campus Lichtwiese plant das Baudezernat eine schrittweise Sanierung des Gebäudebestandes innerhalb der nächsten Jahre. Der zu Beginn der 1970er Jahre fertiggestellte Gebäudekomplex, in dem der Fachbereich Chemie untergebracht ist, wird seit 2009 abschnittsweise entkernt und grundlegend saniert. Die Sanierung der Blöcke F und E wurde 2013 abgeschlossen.

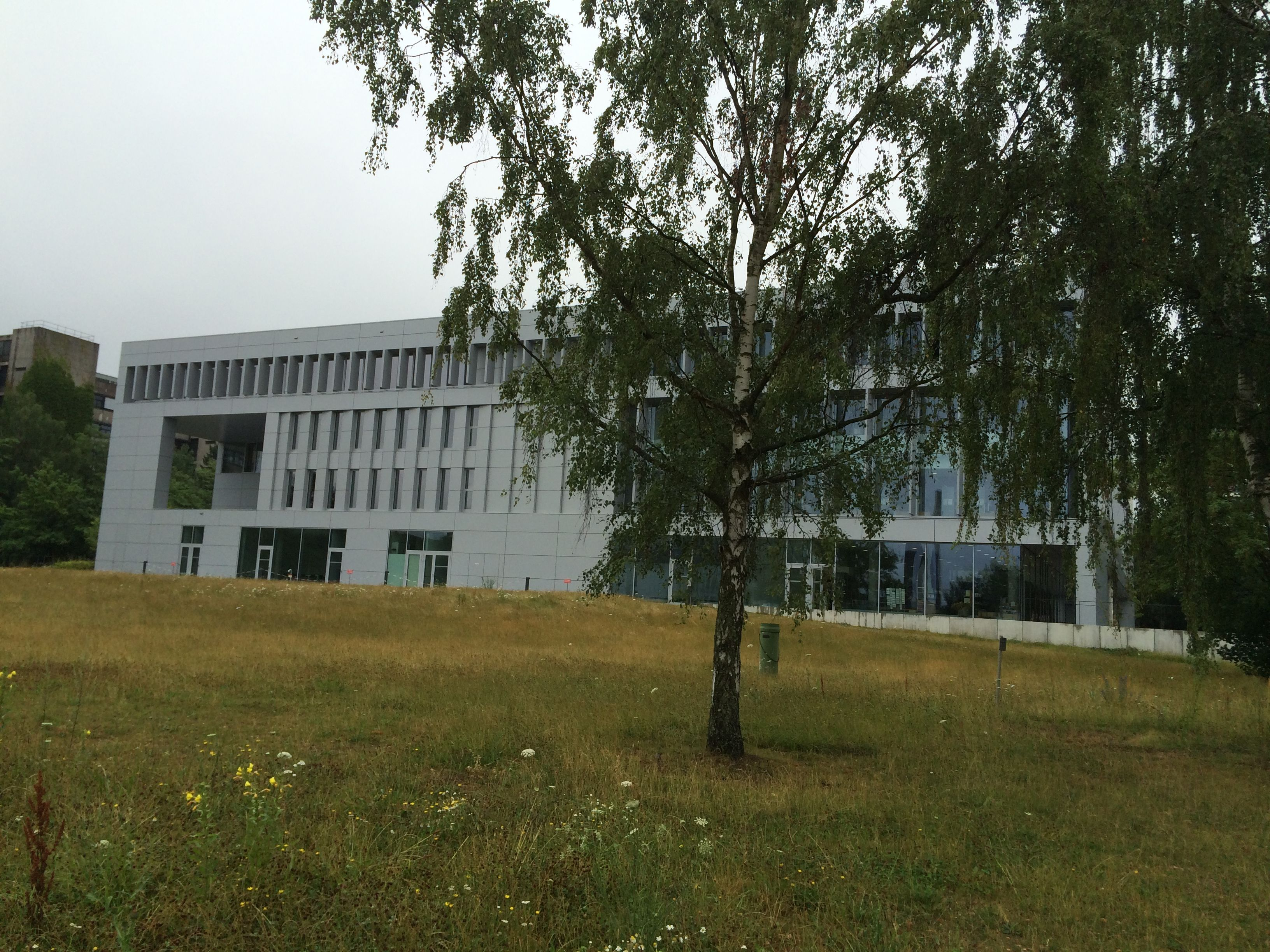
Hörsaal- und Medienzentrum am Campus Lichtwiese

Hinter dem Gebäudekomplex des Fachbereichs Maschinenbau wurde eine neue Maschinenbauhalle fertiggestellt. Auf der ehemals freien Fläche im Zentrum des Campus wurde im Frühjahr 2013 ein großes Hörsaal- und Bibliotheksgebäude fertiggestellt. Für den Exzellenzcluster Smart Interfaces konnte im Januar 2009 nach nur sechsmonatiger Bauzeit ein Bürogebäude fertiggestellt werden. Die dauerhafte Unterbringung dieses Clusters erfolgte im Herbst 2012 im Neubau, der unmittelbar zwischen dem Chemiekomplex und dem Parkdeck Architektur entstand.
Im November 2013 wurde das neue Forschungszentrum M(hoch)3 eröffnet, das vom Fachbereich Chemie und der Materialwissenschaften genutzt wird. Diesem Forschungszentrum ist eine NMR-Halle (Nuclear Magnetic Resonance) angeschlossen. Damit wird ein größerer Teil der Forschungsinfrastruktur im NMR-Bereich der Universität an einem Ort gebündelt. Das Gebäude wurde innerhalb von 15 Monaten fertiggestellt und aus Eigenmitteln der Universität finanziert.
Im Spätherbst 2013 wurde das marode Parkdeck Bauingenieurwesen abgerissen. An dieser Stelle wurde im Juli 2014 ein Parkhaus mit über 460 Stellplätzen errichtet.
Die Vorstellungen der Universität und der Stadt über die zukünftige bauliche Entwicklung der Lichtwiese sind in einem gemeinsam erarbeiteten Konzept „Technische Universität Darmstadt. Rahmenplanung Lichtwiese“ eingeflossen, der im November 2012 der Öffentlichkeit vorgestellt wurde. Ein Bebauungsplan für das gesamte Planungsgebiet Campus Lichtwiese mit angrenzendem Böllenfalltorstadion soll erstellt werden. Ein Planfeststellungsverfahren soll 2016 eingeleitet werden.

### Campus Hochschulstadion

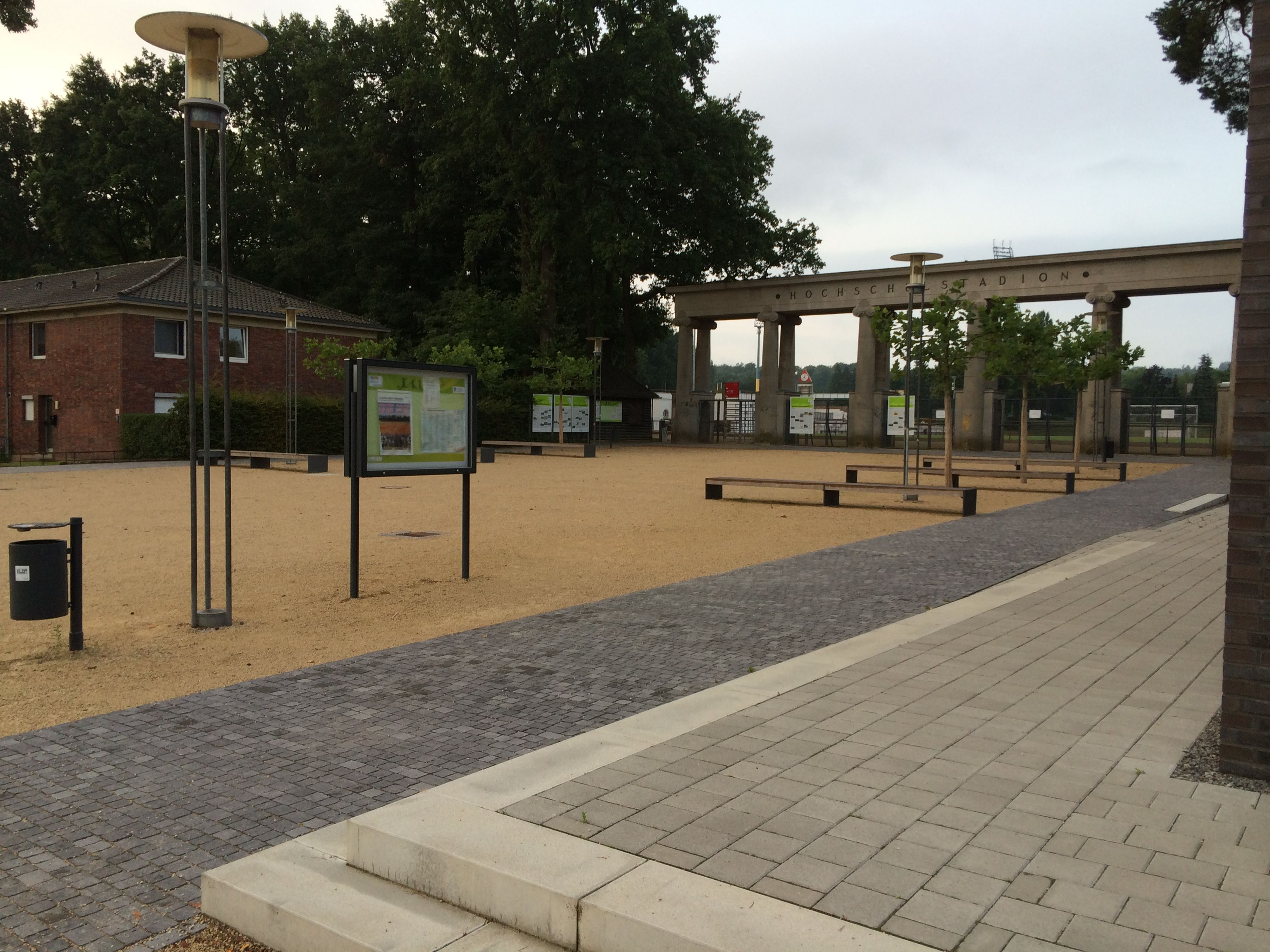
Eingangsportal Hochschulstadion im August 2014

Mit der Gründung des Sportbetriebs an der TH Darmstadt im Jahre 1912 gingen auch erste Überlegungen zur Schaffung von Sportanlagen im Außenbereich einher. Ein Grundstock für eine Stiftung mit diesem Zweck wurde am 15. Juni 1913, dem 25-jährigen Regierungsjubiläum Wilhelms II., ins Leben gerufen. Der Erste Weltkrieg verhinderte jedoch die weitere Umsetzung. Das Hochschulstadion entstand dann in den 1920er Jahren. Unter der Leitung von Enno Heidebroek wurde 1922 der erste Sportplatz mit Laufbahnen und Weitsprunganlage geschaffen und im Rahmen der Deutschen Hochschulmeisterschaften im Juli 1922 eingeweiht. 1924 kamen Faust- und Fußballfelder, 1928 das unbeheizte Schwimmbad mit Umkleiden, der Tribünenbau und sechs Tennisplätze hinzu. Architekt des Schwimmbades war Karl Roth. Er entwarf eine Anlage im Internationalen Stil. Die Kosten für die Erweiterung beliefen sich auf mehr als 100.000 Mark. Diese wurden durch eine Anleihe bei der Hessischen Landesbank aufgebracht. Zins und Tilgung wurden überwiegend durch einen Zwangsbeitrag der Studentenschaft finanziert.

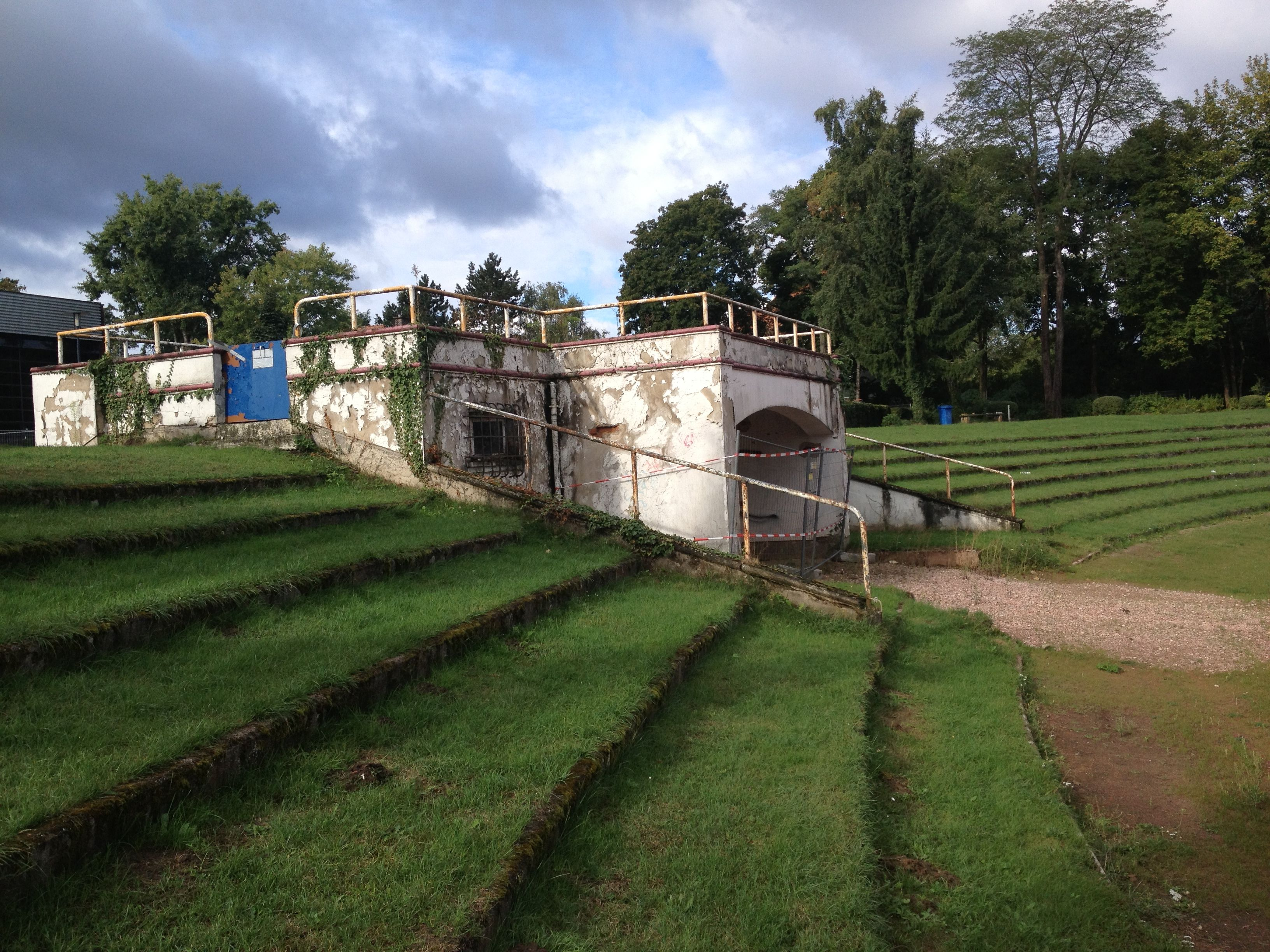
Marathontor im Hochschulstadion der TU Darmstadt, September 2013

Anlässlich der IV. Studentenolympiade 1930 wurde das Stadion u. a. um ein Marathontor und eine Tribünenanlage erweitert. Auf dem Marathontor entstand eine 12 mal 6 Meter große Terrasse für Musik, die Bedienung der Siegerflaggen und eine Anzeigentafel. Zudem erhielt das Stadion eine Lautsprecheranlage, die von Fritz Schilgen entworfen wurde. Der Verstärkerraum sowie weitere technische Anlagen waren im Marathontor untergebracht. Bereits 1932 kam auf Initiative von Ernst Söllinger ein Schießstand hinzu. Im NS-Regime nutzten die Machthaber das Stadion zu Wehrsportübungen und für diverse Aufmärsche. 1938 wurde erneut auf Initiative von Söllinger ein markantes Eingangsportal errichtet. Hierbei wurden die Säulen des Löwentors der Ausstellung auf der Mathildenhöhe von 1914 wiederverwendet. Auf Betreiben von Söllinger wurde auf der Innenseite die Beschriftung „Der Wille zur Leistung führt zur Leistung“ und auf der Außenseite der Schriftzug „Dem Vaterlande gilt es, wenn wir zu spielen scheinen“ angebracht.
Am Ende des Zweiten Weltkrieges wurde das Stadion von den Amerikanern beschlagnahmt und in Yankee-Stadium umbenannt. Die beiden Schriftzüge am Eingangstor wurden entfernt. Erst 1953 wurde das Hochschulstadion der TH Darmstadt zur Nutzung wieder zurückgegeben. 1962–1964 entstand südlich des Hochschulstadions ein Sporthallenbau mit großer Spiel-, Turn- und Gymnastikhalle. Seit 1985 steht die gesamte Anlage als ein wichtiges Beispiel des Internationalen Stils der 1920er Jahre unter Denkmalschutz.
Ab 2009 wurde das Hochschulstadion nahezu vollständig saniert: 2009–2011 wurde das Schwimmbad sowie das Kinderbecken auf den neuesten technischen Stand gebracht. Das aus den 1960er Jahren stammende marode Saunagebäude wurde abgerissen. Der bisherige Rasenplatz wurde 2012/13 in einen Kunstrasenplatz umgewandelt. Außerdem wurde die Aschenbahn durch eine Tartanbahn abgelöst. Es kamen eine moderne Hochsprung-, Weitsprung- und Speerwurfanlage hinzu. In unmittelbarer Nähe des Eingangstors wurde 2012/13 ein modernes, zweistöckiges Verwaltungsgebäude in Klinkerbauweise für die Mitarbeiter des USZ errichtet sowie der Vorplatz hergerichtet. Ebenso wurde die Sporthalle in zwei Bauabschnitten bis Mitte 2014 saniert.

### Campus Windkanal

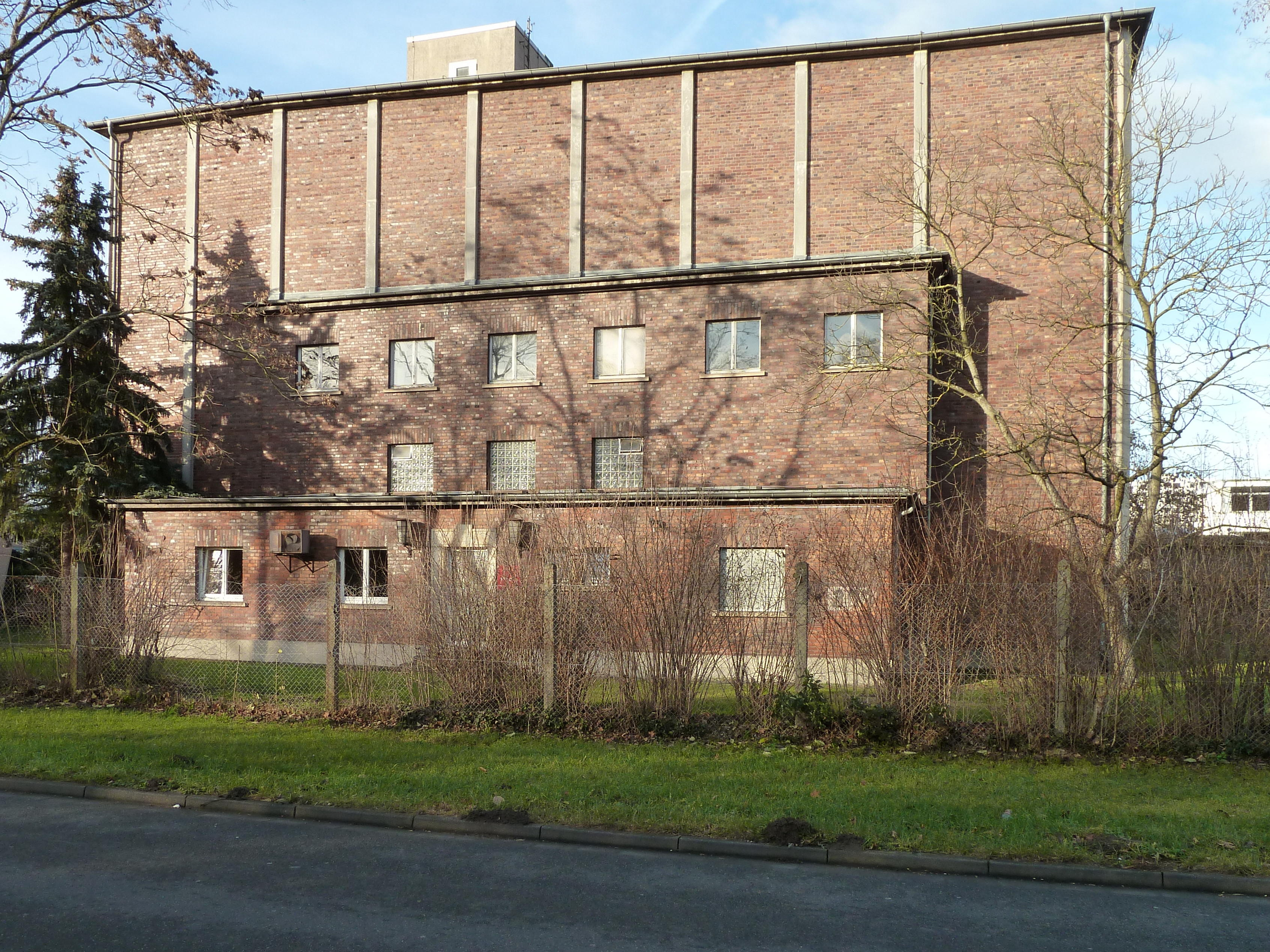
Windkanal der TU Darmstadt, 2013

Mit Unterstützung von Jakob Sprenger konnte die TH einen Windkanal erhalten. Am 17. Mai 1934 begann mit der Grundsteinlegung der Bau des Windkanals nach Plänen von Franz Nikolaus Scheubel. Die Eröffnung des Windkanals auf dem Griesheimer Sand erfolgte am 1. Juli 1936. Es ist die einzige Anlage dieser Art in Deutschland, die im Zweiten Weltkrieg nicht zerstört wurde und der Demontage durch die Alliierten nach 1945 entging. Dies liegt wahrscheinlich daran, dass der Darmstädter Windkanal in die Höhe und nicht wie üblich in die Länge gebaut wurde. Das Gebäude wurde von der amerikanischen Besatzmacht am 25. März 1945 beschlagnahmt und erst 1955 wieder freigegeben. Danach konnte es in das Hochschuleigentum überführt werden.
In den 1960/70er Jahre wurde der Windkanal unter der Leitung von Günther Bock umgebaut, technisch ergänzt und um ein Laborgebäude und eine Werkstatt erweitert. Die Entwürfe für das Laborgebäude und die Werkstatt stammen von Karl-Heinz Schelling. 1992 wurde der Windkanal unter Denkmalschutz gestellt. Der Windkanal ist der größte in Deutschland, der von einer Universität betrieben wird, und er ist der älteste in Europa.
Die baulichen Erweiterungen der letzten Jahre waren die Sanierung des Towergebäudes (2008), das Minimax-Gebäude, ein einstöckiges Bürogebäude (2011) sowie ein neuer Hangar (2012), der auf der Bodenplatte der 2005 eingestürzten Halle errichtet wurde.

### Campus Botanischer Garten

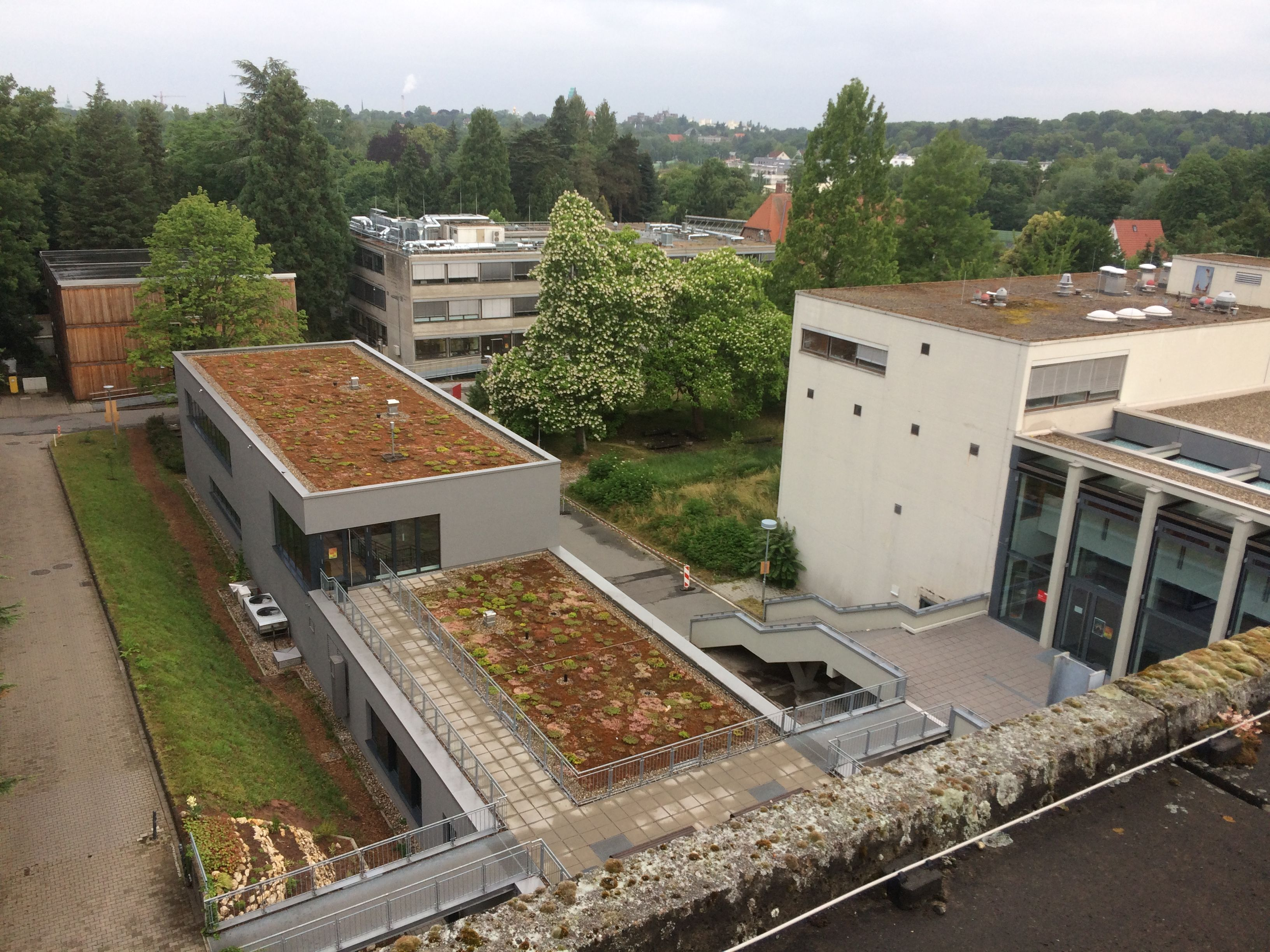
Campus Botanischer Garten (Ausschnitt) der TU Darmstadt, Juni 2015

Im Zuge der Diskussion um den Ausbau der Hochschule in den 1950er Jahren wurde 1960 vom Land Hessen Gelände südlich des Botanischen Gartens erworben. An dieser Stelle sollten Gebäude für die Institute für Zoologie, Geologie, Mineralogie und Geographie entstehen. Nach Plänen von Karl-Heinz Schelling vom Staatlichen Hochschulbauamt entstanden 1966/67 drei Gebäude für diese Institute. Damit wurde der Standort Botanischer Garten als weiterer Campus der TH Darmstadt dauerhaft etabliert.
Nachdem jahrzehntelang keine größeren Bau- bzw. Sanierungsmaßnahmen am Standort Botanischer Garten erfolgten, änderte sich dies mit dem Erhalt des Autonomiestatus im Jahre 2005. Ausgangspunkt dieser Entwicklungen war auch das Ergebnis einer Bedarfsuntersuchung der HIS GmbH aus dem Jahr 2003, die für die Biologie einen erheblichen Flächenbedarf nachwies. Zunächst wurde 2005 ein dreigeschossiges Laborgebäude mit dem Namen Bioinnovationszentrum (BIZ) für die Fachhochschule Darmstadt errichtet. Im Jahre 2007/2008 folgte ein weiteres derartiges Laborgebäude BIZ II in Fertigbauweise. Dieses Gebäude wird seit April 2008 vom Fachbereich Biologie genutzt. 2012 wurde zudem ein dreigeschossiges MobiOffice, eine mobile Pavillonanlage in Holzbauweise, errichtet. Diese Bürogebäude beheimatet seither auch den Eltern-Kind-Raum an diesem Standort. Schließlich folgte im Jahre 2012/13 der Neubau eines Gewächshauses mit einem „grünen Klassenzimmer“, das an die Stelle mehrerer maroder Anlagen trat.
In einem ersten Bauabschnitt wurde 2012/13 auch das von Karl-Heinz Schelling aus den 1960er Jahren stammende Gebäude der Geowissenschaften grundlegend saniert und auf den neuesten Stand der Technik gebracht.

### Zusätzliche Einrichtungen an der Technischen Universität Darmstadt
- Universitäts- und Landesbibliothek Darmstadt
- Zwei Mensen und sechs Bistros
- Gästehäuser: Georg-Christoph-Lichtenberg-Haus und Otto-Wolfskehl-Haus.
- Darmstädter Haus in Hirschegg (Gemeinde Mittelberg)
- Botanischer Garten
- August-Euler-Flugplatz Darmstadt/Griesheim
- UniSportZentrum (USZ)
- Sprachenzentrum der TU Darmstadt (SPZ)
- Hochschuldidaktische Arbeitsstelle (HDA)
- Hochschulrechenzentrum (HRZ)
- Eisenbahnbetriebsfeld Darmstadt (EBD)
- Kunstforum der TU Darmstadt.

## Organisatorische Gliederung

### Präsidium
Mitglieder im Präsidium sind:
- Tanja Brühl (Präsidentin)
- Martin Lommel (Kanzler)
- Stefan Weisenseel (stellvertretender Kanzler)
- Franziska Lang (Vizepräsidentin für Akademische Karrieren)
- Matthias Oechsner (Vizepräsident für Forschung)
- Peter Pelz (Vizepräsident für Digitalisierung, Nachhaltigkeit und Infrastruktur)
- Heribert Warzecha (Vizepräsident für Studium und Lehre sowie Diversität)
- Thomas Walther (Vizepräsident für Innovation und Internationales)
- Patrick Honecker (Chief Communication Officer)

### Präsidenten
- 1971–1995: Helmut Böhme (1936–2012)
- 1995–2007: Johann-Dietrich Wörner (* 1954)
- 2007–9/2019: Hans Jürgen Prömel (* 1953)
- seit 10/2019: Tanja Brühl

### Hochschulrat
Mitglieder im Hochschulrat sind:
- Martina Brockmeier
- Dirk Pollert
- Detlef Günther
- Horst J. Kayser
- Manfred Krupp
- Klara Nahrstedt
- Kai Beckmann
- Ferdi Schüth
- Marie-Luise Wolff (Vorsitzende)
- Karen Maex

### Universitätsverwaltung
Die Universitätsverwaltung gliedert sich in acht Dezernate:
- Dezernat I – Struktur und Strategie (Leitung: Matthias Adam): Die Ressorts im Dezernat umfassen Hochschulstrategie, Qualitätsmanagement und Gremienorganisation.
- Dezernat II – Studierendenservice und Hochschulrecht (Leitung: Gerhard Schmitt): Zuständig für alle Verwaltungsangelegenheiten, die Studierende und Studieninteressenten betreffen.
- Dezernat III – Finanz- und Wirtschaftsangelegenheiten (Leitung: Volker Schultz): Zuständig für die zentrale Betreuung aller Finanzmittel, Controlling, Budgetmanagement, Reisekostenabrechnung, Finanzbuchführung, Einkauf und Materialwirtschaft.
- Dezernat IV – Immobilienmanagement (Leitung: Heike Threin): Zuständig für Flächenmanagement, Vertragsangelegenheiten der Liegenschaften, An- und Vermietungen, Leitsystem, Arbeits- und Umweltsicherheit, Infrastrukturelles Gebäudemanagement.
- Dezernat V – Baumanagement und technischer Betrieb (Leitung: Edgar Dingeldein): Zuständig für die Gesamtplanung und Abwicklung von Bauunterhaltungs-, Sanierungs- und Neubaumaßnahmen, Technischer Betrieb und Energiemanagement.
- Dezernat VI – Forschung und Transfer (Leitung: Christoph Rensing): Zuständig für Forschungsbelange der TU Darmstadt
- Dezernat VII – Personal- und Rechtsangelegenheiten (Leitung: Stefan Weisenseel): Zuständig für die Betreuung der Personalangelegenheiten aller Beschäftigten der TU Darmstadt, die Personalentwicklung und allgemeine Rechtsangelegenheiten der Technischen Universität Darmstadt.
- Dezernat VIII – Internationales (Leitung: Jana Freihöfer): Zuständig für alle internationalen Belange: Internationale Hochschul- und Austauschbeziehungen, internationale Studierende und Gastwissenschaftler.

### Universitätsversammlung
| Hochschulpolitische Gruppe                                                  | 2009             | 2010             | 2011             | 2012             | 2013             | 2014             | 2015             | 2016             | 2017             | 2018             | 2019             |
| Professoren                                                                 |                  |                  |                  |                  |                  |                  |                  |                  |                  |                  |                  |
| --------------------------------------------------------------------------- | ---------------- | ---------------- | ---------------- | ---------------- | ---------------- | ---------------- | ---------------- | ---------------- | ---------------- | ---------------- | ---------------- |
| Leistungsfähige Hochschule                                                  | 20               | keine Wahl       | 21               | keine Wahl       | 21               | keine Wahl       | 20               | keine Wahl       | 21               | keine Wahl       |                  |
| Demokratisches Forum                                                        | 11               | keine Wahl       | 10               | keine Wahl       | 10               | keine Wahl       | 11               | keine Wahl       | 10               | keine Wahl       |                  |
| Studierende                                                                 |                  |                  |                  |                  |                  |                  |                  |                  |                  |                  |                  |
| Fachwerk                                                                    | 5                | 7                | 4                | 4                | 4                | 4                | 3                | 3                | 5                | 5                |                  |
| Campusgrüne                                                                 | 3                | 3                | 3                | 3                | 4                | 4                | 3                | 4                | 5                | 5                |                  |
| ing+ (vormals: masch+)                                                      | nicht angetreten | nicht angetreten | nicht angetreten | 3                | 5                | 4                | 6                | 4                | nicht angetreten | nicht angetreten | nicht angetreten |
| Jusos und Unabhängige (tlw. mit Zusatz für den vierten Prüfungsversuch)     | 5                | 2                | 3                | 2                | 2                | 2                | 2                | 1                | 2                | 2                |                  |
| RCDS – Die Studentenunion                                                   | 2                | 2                | 3                | 1                | nicht angetreten | 1                | nicht angetreten | nicht angetreten | nicht angetreten | nicht angetreten | nicht angetreten |
| LHG Darmstadt                                                               | nicht angetreten | 1                | 1                | 1                | nicht angetreten | nicht angetreten | nicht angetreten | nicht angetreten | nicht angetreten | nicht angetreten | nicht angetreten |
| Gerechtigkeit für Studenten (GfS)                                           | nicht angetreten | nicht angetreten | 1                | 1                | nicht angetreten | nicht angetreten | nicht angetreten | nicht angetreten | nicht angetreten | nicht angetreten | nicht angetreten |
| SDS-Linke Liste                                                             | nicht angetreten | nicht angetreten | nicht angetreten | nicht angetreten | nicht angetreten | nicht angetreten | 1                | 2                | 1                | 1                |                  |
| Studierende ohne Grenzen                                                    | nicht angetreten | nicht angetreten | nicht angetreten | nicht angetreten | nicht angetreten | nicht angetreten | nicht angetreten | 1                | nicht angetreten | nicht angetreten | nicht angetreten |
| Die Unabhängigen                                                            | nicht angetreten | nicht angetreten | nicht angetreten | nicht angetreten | nicht angetreten | nicht angetreten | nicht angetreten | nicht angetreten | 2                | 2                |                  |
| Liberale Hochschulgruppe                                                    | nicht angetreten | nicht angetreten | nicht angetreten | nicht angetreten | nicht angetreten | nicht angetreten | nicht angetreten | nicht angetreten | nicht angetreten | nicht angetreten | 1                |
| Wissenschaftliche Mitarbeiter                                               |                  |                  |                  |                  |                  |                  |                  |                  |                  |                  |                  |
| Aktiv in Forschung und Lehre (TUD Aktiv)                                    | 6                | keine Wahl       | 6                | keine Wahl       | 5                | keine Wahl       | 5                | keine Wahl       | 6                | keine Wahl       | 5                |
| Rat der wissenschaftlichen Mitarbeiterinnen und Mitarbeiter (Rat der WiMis) | 4                | keine Wahl       | 4                | keine Wahl       | 5                | keine Wahl       | 5                | keine Wahl       | 4                | keine Wahl       | 6                |
| Administrativ-technische Mitglieder                                         |                  |                  |                  |                  |                  |                  |                  |                  |                  |                  |                  |
| Freie Liste ATM                                                             | 2                | keine Wahl       | 3                | keine Wahl       | 2                | keine Wahl       | 2                | keine Wahl       | 2                | keine Wahl       | 2                |
| ver.di                                                                      | 2                | keine Wahl       | 2                | keine Wahl       | 3                | keine Wahl       | 3                | keine Wahl       | 3                | keine Wahl       | 3                |
| UV ATM-Mathematik                                                           | nicht angetreten | keine Wahl       | nicht angetreten | keine Wahl       | 0                | keine Wahl       | nicht angetreten | keine Wahl       | nicht angetreten | keine Wahl       | nicht angetreten |
| Gesamt                                                                      | 61               | 61               | 61               | 61               | 61               | 61               | 61               | 61               | 61               | 61               | 61               |

## Studenten

### Anzahl
Nach der Verleihung des Universitätsstatus 1877 stieg die Studentenanzahl. In den beiden Weltkriegen sank die Anzahl signifikant. Seit einigen Jahren wächst die Studentenanzahl stetig an und der Höchststand wurde im Wintersemester 2014/15 mit 26.774 eingeschriebenen Studenten erreicht.
| Entwicklung der Studentenzahlen an der TU Darmstadt von 1890–2018 | Entwicklung der Studentenzahlen an der TU Darmstadt von 1890–2018 | Entwicklung der Studentenzahlen an der TU Darmstadt von 1890–2018 | Entwicklung der Studentenzahlen an der TU Darmstadt von 1890–2018 | Entwicklung der Studentenzahlen an der TU Darmstadt von 1890–2018 |
| ----------------------------------------------------------------- | ----------------------------------------------------------------- | ----------------------------------------------------------------- | ----------------------------------------------------------------- | ----------------------------------------------------------------- |
| Wintersemester                                                    |                                                                   |                                                                   |                                                                   | Studenten                                                         |
| 1890/91                                                           | 1890/91                                                           |                                                                   | ~ 400                                                             | ~ 400                                                             |
| 1891/92                                                           | 1891/92                                                           |                                                                   | 480                                                               | 480                                                               |
| 1893/94                                                           | 1893/94                                                           |                                                                   | 514                                                               | 514                                                               |
| 1895/96                                                           | 1895/96                                                           |                                                                   | 884                                                               | 884                                                               |
| 1896/97                                                           | 1896/97                                                           |                                                                   | 1.186                                                             | 1.186                                                             |
| 1897/98                                                           | 1897/98                                                           |                                                                   | 1.315                                                             | 1.315                                                             |
| 1898/99                                                           | 1898/99                                                           |                                                                   | 1.460                                                             | 1.460                                                             |
| 1899/1900                                                         | 1899/1900                                                         |                                                                   | 1.638                                                             | 1.638                                                             |
| 1900/01                                                           | 1900/01                                                           |                                                                   | 1.683                                                             | 1.683                                                             |
| 1901/02                                                           | 1901/02                                                           |                                                                   | 1.803                                                             | 1.803                                                             |
| 1902/03                                                           | 1902/03                                                           |                                                                   | 1.970                                                             | 1.970                                                             |
| 1903/04                                                           | 1903/04                                                           |                                                                   | 1.997                                                             | 1.997                                                             |
| 1904/05                                                           | 1904/05                                                           |                                                                   | 1.951                                                             | 1.951                                                             |
| 1905/06                                                           | 1905/06                                                           |                                                                   | 1.967                                                             | 1.967                                                             |
| 1907/08                                                           | 1907/08                                                           |                                                                   | 1.874                                                             | 1.874                                                             |
| 1908/09                                                           | 1908/09                                                           |                                                                   | 1.539                                                             | 1.539                                                             |
| 1909/10                                                           | 1909/10                                                           |                                                                   | 1.682                                                             | 1.682                                                             |
| 1910/11                                                           | 1910/11                                                           |                                                                   | 1.803                                                             | 1.803                                                             |
| 1911/12                                                           | 1911/12                                                           |                                                                   | 1.752                                                             | 1.752                                                             |
| 1912/13                                                           | 1912/13                                                           |                                                                   | 1.692                                                             | 1.692                                                             |
| 1913/14                                                           | 1913/14                                                           |                                                                   | 1.611                                                             | 1.611                                                             |
| 1914/15                                                           | 1914/15                                                           |                                                                   | 324                                                               | 324                                                               |
| 1915/16                                                           | 1915/16                                                           |                                                                   | 197                                                               | 197                                                               |
| 1916/17                                                           | 1916/17                                                           |                                                                   | 322                                                               | 322                                                               |
| 1917/18                                                           | 1917/18                                                           |                                                                   | 306                                                               | 306                                                               |
| 1918/19                                                           | 1918/19                                                           |                                                                   | 1.314                                                             | 1.314                                                             |
| 1919/20                                                           | 1919/20                                                           |                                                                   | 2.450                                                             | 2.450                                                             |
| 1920/21                                                           | 1920/21                                                           |                                                                   | 2.957                                                             | 2.957                                                             |
| 1921/22                                                           | 1921/22                                                           |                                                                   | 3.383                                                             | 3.383                                                             |
| 1922/23                                                           | 1922/23                                                           |                                                                   | 3.326                                                             | 3.326                                                             |
| 1923/24                                                           | 1923/24                                                           |                                                                   | 3.780                                                             | 3.780                                                             |
| 1930/31                                                           | 1930/31                                                           |                                                                   | 2.822                                                             | 2.822                                                             |
| 1934/35                                                           | 1934/35                                                           |                                                                   | 1.375                                                             | 1.375                                                             |
| 1937/38                                                           | 1937/38                                                           |                                                                   | 1.105                                                             | 1.105                                                             |
| 1939/40                                                           | 1939/40                                                           |                                                                   | 0                                                                 | 0                                                                 |
| 1943/44                                                           | 1943/44                                                           |                                                                   | 410                                                               | 410                                                               |
| 1946/47                                                           | 1946/47                                                           |                                                                   | 1.100                                                             | 1.100                                                             |
| 1948/49                                                           | 1948/49                                                           |                                                                   | 2.544                                                             | 2.544                                                             |
| 1949/50                                                           | 1949/50                                                           |                                                                   | 2.770                                                             | 2.770                                                             |
| 1950/51                                                           | 1950/51                                                           |                                                                   | 2.524                                                             | 2.524                                                             |
| 1951/52                                                           | 1951/52                                                           |                                                                   | 2.994                                                             | 2.994                                                             |
| 1960/61                                                           | 1960/61                                                           |                                                                   | 4.881                                                             | 4.881                                                             |
| 1961/62                                                           | 1961/62                                                           |                                                                   | 4.988                                                             | 4.988                                                             |
| 1962/63                                                           | 1962/63                                                           |                                                                   | 4.974                                                             | 4.974                                                             |
| 1963/64                                                           | 1963/64                                                           |                                                                   | 5.042                                                             | 5.042                                                             |
| 1964/65                                                           | 1964/65                                                           |                                                                   | 5.268                                                             | 5.268                                                             |
| 1965/66                                                           | 1965/66                                                           |                                                                   | 5.350                                                             | 5.350                                                             |
| 1966/67                                                           | 1966/67                                                           |                                                                   | 5.765                                                             | 5.765                                                             |
| 1967/68                                                           | 1967/68                                                           |                                                                   | 6.174                                                             | 6.174                                                             |
| 1969/70                                                           | 1969/70                                                           |                                                                   | 6.728                                                             | 6.728                                                             |
| 1970/71                                                           | 1970/71                                                           |                                                                   | 7.196                                                             | 7.196                                                             |
| 1971/72                                                           | 1971/72                                                           |                                                                   | 7.962                                                             | 7.962                                                             |
| 1997/98                                                           | 1997/98                                                           |                                                                   | 15.232                                                            | 15.232                                                            |
| 1998/99                                                           | 1998/99                                                           |                                                                   | 15.910                                                            | 15.910                                                            |
| 1999/00                                                           | 1999/00                                                           |                                                                   | 16.272                                                            | 16.272                                                            |
| 2000/01                                                           | 2000/01                                                           |                                                                   | 16.898                                                            | 16.898                                                            |
| 2001/02                                                           | 2001/02                                                           |                                                                   | 17.798                                                            | 17.798                                                            |
| 2002/03                                                           | 2002/03                                                           |                                                                   | 19.513                                                            | 19.513                                                            |
| 2003/04                                                           | 2003/04                                                           |                                                                   | 21.836                                                            | 21.836                                                            |
| 2007/08                                                           | 2007/08                                                           |                                                                   | 17.538                                                            | 17.538                                                            |
| 2008/09                                                           | 2008/09                                                           |                                                                   | 19.017                                                            | 19.017                                                            |
| 2009/10                                                           | 2009/10                                                           |                                                                   | 21.079                                                            | 21.079                                                            |
| 2010/11                                                           | 2010/11                                                           |                                                                   | 23.113                                                            | 23.113                                                            |
| 2011/12                                                           | 2011/12                                                           |                                                                   | 25.021                                                            | 25.021                                                            |
| 2012/13                                                           | 2012/13                                                           |                                                                   | 25.126                                                            | 25.126                                                            |
| 2013/14                                                           | 2013/14                                                           |                                                                   | 25.964                                                            | 25.964                                                            |
| 2014/15                                                           | 2014/15                                                           |                                                                   | 26.774                                                            | 26.774                                                            |
| 2015/16                                                           | 2015/16                                                           |                                                                   | 26.504                                                            | 26.504                                                            |
| 2016/17                                                           | 2016/17                                                           |                                                                   | 26.362                                                            | 26.362                                                            |
| 2017/18                                                           | 2017/18                                                           |                                                                   | 25.840                                                            | 25.840                                                            |
| 2018/19                                                           | 2018/19                                                           |                                                                   | 25.889                                                            | 25.889                                                            |
| 2019/20                                                           | 2019/20                                                           |                                                                   | 25.170                                                            | 25.170                                                            |
| 2020/21                                                           | 2020/21                                                           |                                                                   | 25.355                                                            | 25.355                                                            |
| 2021/22                                                           | 2021/22                                                           |                                                                   | 24.985                                                            | 24.985                                                            |
| 2022/23                                                           | 2022/23                                                           |                                                                   | 24.406                                                            | 24.406                                                            |
| 2023/24                                                           | 2023/24                                                           |                                                                   | 24.008                                                            | 24.008                                                            |
| Quellen:                                                          |                                                                   |                                                                   |                                                                   |                                                                   |

### Hochschulpolitik
| Hochschulpolitische Gruppe          | 2006             | 2007             | 2008             | 2009             | 2010             | 2011             | 2012             | 2013             | 2014             | 2015             | 2016             | 2017             | 2018             | 2019             |
| Fachwerk                            | 17               | 14               | 13               | 13               | 13               | 10               | 8                | 10               | 7                | 6                | 10               | 9                | 9                | 10               |
| ing+ (vormals: masch+)              | nicht angetreten | nicht angetreten | nicht angetreten | nicht angetreten | nicht angetreten | nicht angetreten | 7                | 11               | 9                | 12               | nicht angetreten | nicht angetreten | nicht angetreten | nicht angetreten |
| Campusgrüne                         | 4                | 4                | 5                | 6                | 6                | 6                | 5                | 7                | 8                | 6                | 12               | 11               | 9                | 12               |
| Jusos und Unabhängige               | 5                | 10               | 9                | 9                | 5                | 6                | 4                | 3                | 3                | 4                | 3                | 5                | 3                | 3                |
| RCDS – Die Studentenunion           | 4                | 3                | 4                | 3                | 4                | 6                | 3                | nicht angetreten | 2                | nicht angetreten | nicht angetreten | 2                | nicht angetreten | 0                |
| Liberale Hochschulgruppe (LHG)      | nicht angetreten | nicht angetreten | nicht angetreten | nicht angetreten | 3                | 3                | 2                | nicht angetreten | nicht angetreten | nicht angetreten | nicht angetreten | nicht angetreten | 3                | 3                |
| GfS – Gerechtigkeit für Studierende | nicht angetreten | nicht angetreten | nicht angetreten | nicht angetreten | nicht angetreten | nicht angetreten | 2                | nicht angetreten | nicht angetreten | nicht angetreten | nicht angetreten | nicht angetreten | nicht angetreten | nicht angetreten |
| Bürokratie weg!                     | 1                | 0                | nicht angetreten | nicht angetreten | nicht angetreten | nicht angetreten | nicht angetreten | nicht angetreten | nicht angetreten | nicht angetreten | nicht angetreten | nicht angetreten | nicht angetreten | nicht angetreten |
| Linke Liste – SDS                   | nicht angetreten | nicht angetreten | nicht angetreten | nicht angetreten | nicht angetreten | nicht angetreten | nicht angetreten | nicht angetreten | 2                | 3                | 3                | 2                | 2                | 2                |
| Studierende ohne Grenzen            | nicht angetreten | nicht angetreten | nicht angetreten | nicht angetreten | nicht angetreten | nicht angetreten | nicht angetreten | nicht angetreten | nicht angetreten | nicht angetreten | 3                | nicht angetreten | nicht angetreten | nicht angetreten |
| DU – Die Unabhängigen               | nicht angetreten | nicht angetreten | nicht angetreten | nicht angetreten | nicht angetreten | nicht angetreten | nicht angetreten | nicht angetreten | nicht angetreten | nicht angetreten | nicht angetreten | 2                | 2                | 1                |
| Die PARTEI Hochschulgruppe          | nicht angetreten | nicht angetreten | nicht angetreten | nicht angetreten | nicht angetreten | nicht angetreten | nicht angetreten | nicht angetreten | nicht angetreten | nicht angetreten | nicht angetreten | nicht angetreten | 3                | nicht angetreten |
| Gesamt                              | 31               | 31               | 31               | 31               | 31               | 31               | 31               | 31               | 31               | 31               | 31               | 31               | 31               | 31               |
| Wahlbeteiligung                     | 31 %             | 31 %             | 31 %             | 30 %             | 23 %             | 22,4 %           | 18,8 %           | 17,4 %           | 17,9 %           | 17,8 %           | 15,2 %           | 16,9 %           | 14,7 %           | 15,5 %           |

### Campusleben

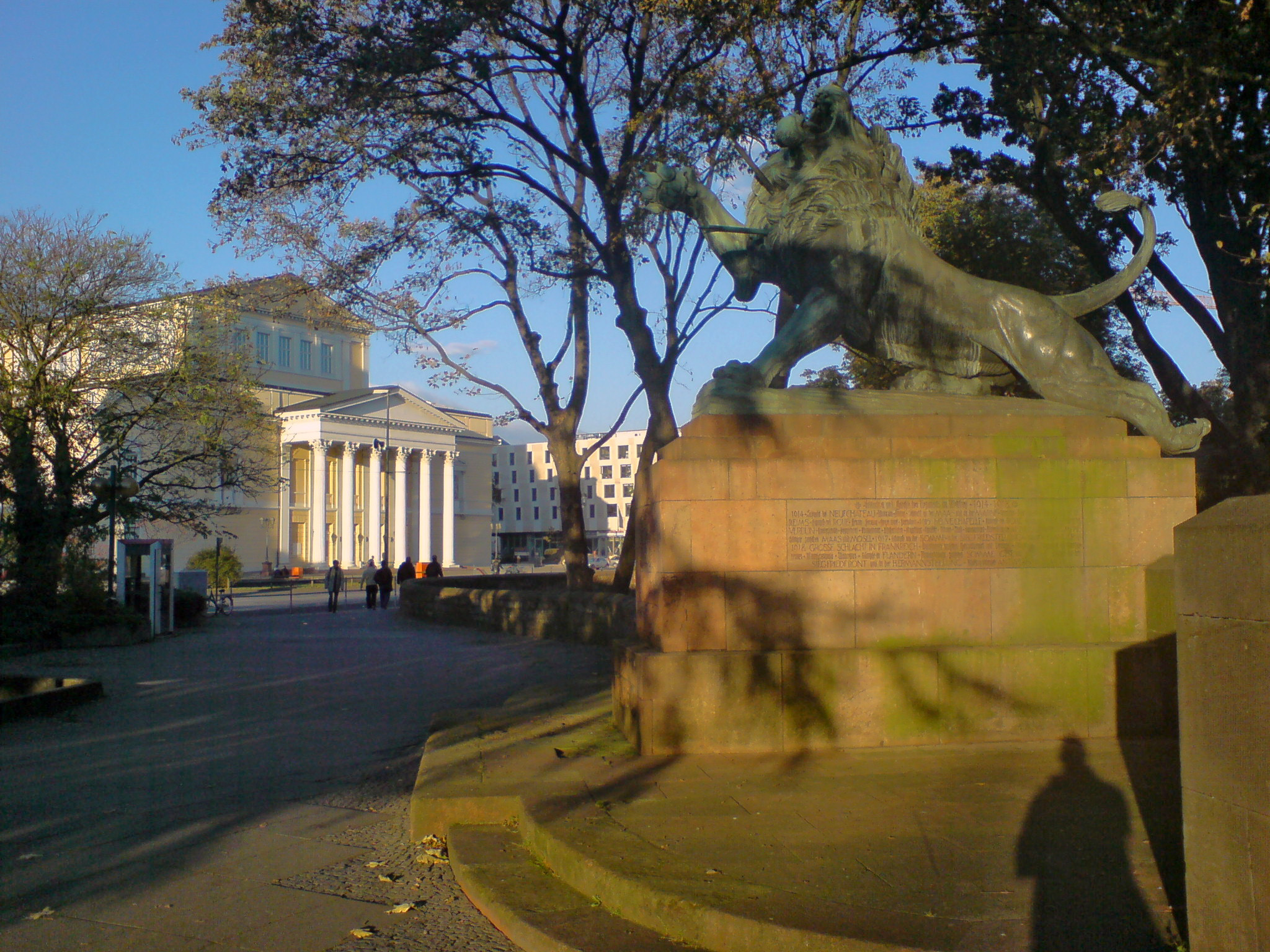
Denkmal an der Universität mit Blick auf das Hessische Staatsarchiv und das Kongresshotel

In der Stoeferlehalle (auch 603qm genannt), einer ehemaligen Maschinenhalle der TU Darmstadt, fanden zwischenzeitlich vielfältige Kulturveranstaltungen statt.
Diese wurden vom Arbeitskreis Stoeferlehalle unter dem Dach des AStA der TU Darmstadt organisiert. Nach dem Abriss der Stoeferlehalle 2013 und einer zwischenzeitlichen Containerlösung, wurden im November 2018 Räumlichkeiten im neueröffneten Karl-Plagge-Haus bezogen, nun mehr unter dem Namen 806qm. Weitere vom AStA betriebene Kultureinrichtungen sind der Schlosskeller im Innenhof des Darmstädter Schlosses und der Schlossgarten als Biergarten auf der Schlossbefestigung.
Mit dem Studentischen Filmkreis ist eines der ältesten studentisch organisierten Unikinos an der Hochschule vertreten. Der Filmkreis zeigt regelmäßig Filme im Audimax.
Seit Ende 2009 besteht für Studenten der TU Darmstadt die Möglichkeit, kostenlos in Vorstellungen am Staatstheater Darmstadt zu kommen. Grundlage hierfür ist eine Kooperation des AStA mit dem Staatstheater. Die Kosten werden auf die Semesterbeiträge umgelegt, jeder Student beteiligt sich mit 50 ct pro Semester.

### Hochschulgruppen
An der TU Darmstadt gibt es eine Vielzahl an studentischen Vereinen, welche alle von Studierenden getragen werden und ihr Angebot vor allem für Studierende betreiben. Diese sogenannten Hochschulgruppen decken ein weites Spektrum ab – von Technik über internationalen Austausch und Sport bis hin zur Nachhilfe ist alles dabei. Zu den ältesten Gruppen gehört die Akaflieg Darmstadt und der Elektrotechnische Verein an der TU Darmstadt.

### Studentenwohnheime
Die Studentenwohnheime werden von dem 1921 gegründeten Studierendenwerk Darmstadt verwaltet. Für über 40.000 Studierende an den drei Hochschulen in Darmstadt existieren nur ca. 2700 Bettenplätzen in 15 Wohnanlagen.

## Rankings

### Forschung und Lehre im Vergleich
Innerhalb Deutschlands und Europa belegen die TU Darmstadt (in der Gesamtwertung) sowie ihre Fakultäten (in Einzelwertungen) regelmäßig Spitzenplätze bei Rankings.
2018 und 2019 gehörte die TU Darmstadt zu den Universitäten mit den meisten Vorstandsmitgliedern unter den Absolventen. Im Jahr 2019 belegte sie deutschlandweit den 3. Platz. Im Jahr 2022 belegte die TU Darmstadt wieder Platz 1.
Die Absolventen erhalten im Durchschnitt das zweithöchste Gehalt aller öffentlichen Hochschulen in Deutschland in den ersten beiden Jahren ihrer Berufstätigkeit.
Laut dem Förderatlas 2018 der Deutschen Forschungsgemeinschaft (DFG), der die Bewilligungen in den Jahren 2014 bis 2016 aufschlüsselt, erhielt die TU Darmstadt deutschlandweit absolut die höchsten Bewilligungen im Fachgebiet Informatik. In den Ingenieurwissenschaften erhielt die TU Darmstadt absolut die vierthöchsten Bewilligungen. In dem Förderatlas sind die Mittel der Exzellenzinitiative inkludiert. Die DFG wählt in einem wettbewerbsorientierten Auswahlverfahren die besten Forschungsprojekte von Forschern an Universitäten und Forschungseinrichtungen aus und finanziert sie.
Laut CSRankings, einem Ranking, das es möglich macht, die wissenschaftlichen Leistungen von Universitäten in einzelnen Fachgebieten der Informatik zu messen, ist die TU Darmstadt in den Gebieten Kryptographie, IT-Sicherheit und Software-Engineering die führende Universität in Europa. In den Gebieten Künstliche Intelligenz, Robotik, Maschinelles Lernen, Maschinelles Sehen und Computerlinguistik belegt sie den zweiten Platz unter den europäischen Universitäten und den ersten Platz in Deutschland. Über alle wissenschaftlichen Disziplinen in der Informatik hinweg, sichert sich die TU Darmstadt den 9. Platz unter den besten Universitäten für Informatik in Europa. CSRankings ist eines von drei Rankings, die nach den Kriterien der Computing Research Association (CRA) als anerkannt gelten. Die CRA hat dazu vier Kriterien definiert: Rankings sollen auf „guten“ (sauberen und kuratierten) Daten basieren, die Daten sollen transparent und verfügbar sein und die Methodik soll auf objektiven Kriterien beruhen. CSRankings will die Qualität der Forschung abbilden, indem es die Anzahl der Beiträge von Professoren in selektiven Konferenzen gewichtet auswertet. Diese Methodik soll damit weniger anfällig für Manipulationen sein als die Messung der Zitation oder Umfragen. Die Methodik ist transparent und einsehbar.
Im Uni-Ranking 2024 der Wirtschaftswoche gilt die TU Darmstadt deutschlandweit als zweitbeste Universität für Wirtschaftsinformatik. In Wirtschaftsingenieurwesen sichert sie sich den 4. Platz, in Elektrotechnik und Informatik jeweils den 6. Platz, und in Maschinenbau platziert sie sich auf dem 9. Platz.
Im Humboldt-Ranking 2020 der Alexander-von-Humboldt-Stiftung belegt die TU Darmstadt den vierten Platz in den Ingenieurwissenschaften. Das Humboldt-Ranking basiert auf einer gewichteten Auszählung der Anzahl der Gastwissenschaftler pro Hochschule differenziert nach verschiedenen Fachgebieten. Die Entscheidung des Gastwissenschaftlers für eine bestimmte Universität soll dabei indirekt eine Aussage darüber sein, wie hoch die wissenschaftlichen Qualität und internationale Sichtbarkeit der Universität in dem Fachgebiet ist.
Im Research Ranking der Association for Information Systems nimmt die TU Darmstadt im Fachbereich Wirtschaftsinformatik 2017 weltweit den 16. Platz, europaweit den 3. Platz und deutschlandweit den 1. Platz ein.
Laut dem Stepstone Gehaltsreport für Absolventen 2017 verdienen Absolventen der TU Darmstadt im Vergleich mit Absolventen anderer Hochschulen in den Ingenieurwissenschaften und in der Informationstechnologie deutschlandweit die höchsten Einstiegsgehälter.
Im Times Higher Education World University Rankings 2019 befindet sich die TU Darmstadt im Bereich „Computer Science“ weltweit auf Platz 67.
Im QS Graduate Employability Rankings 2020, das die Beschäftigungsfähigkeit der Absolventen messen will, belegt sie weltweit den 97. Platz. Im QS World University Rankings 2020 nimmt die TU Darmstadt insgesamt weltweit Platz 260 ein. Nur an der wissenschaftlichen Leistung, auch scientific impact genannt, gemessen belegt sie weltweit den 81. Platz, deutschlandweit den 4. Platz und unter den deutschen technischen Universitäten den 1. Platz. In den QS-Rankings für „Computer Science & Information Systems“ belegt die TU Darmstadt im Jahr 2019 weltweit Platz 101–150.

### Wettbewerbe

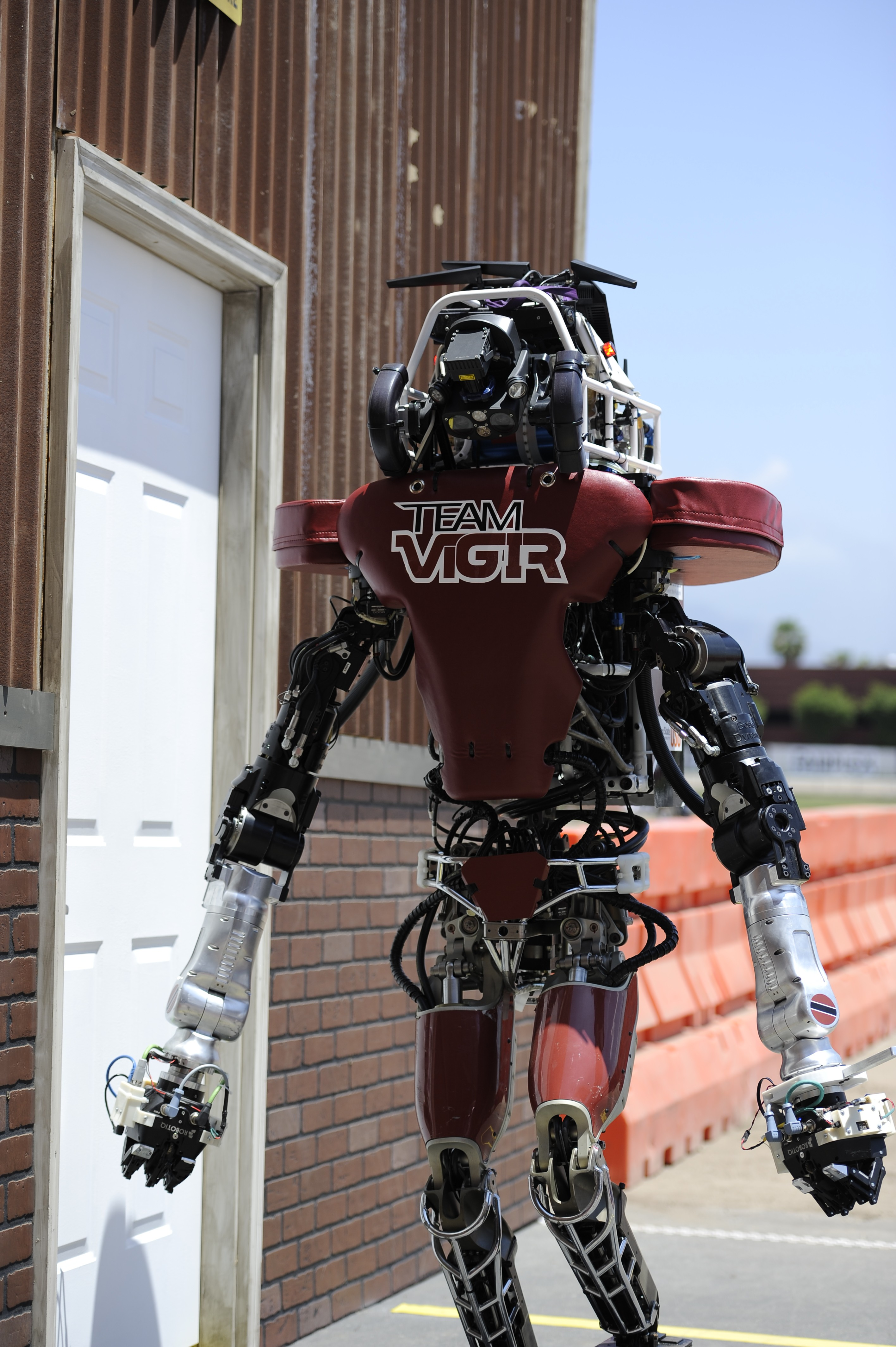
Roboter Florian von Team ViGIR bei der DARPA Robotics Challenge 2015

Unter Leitung von Manfred Hegger und Thomas Hartkopf nahmen Studenten und Lehrkräfte der Technischen Universität Darmstadt 2007 am Solar Decathlon, einem internationalen architektonischen und energietechnischen Wettbewerb, teil und sicherten sich den ersten Platz. 2009 konnte das Team der Technischen Universität Darmstadt ihren Titel verteidigen.
2015 nahm ein Team um Oskar von Stryk bei der DARPA Robotics Challenge teil. Das Team schaffte es mit zwei Robotern in zwei verschiedenen Teams Hector und ViGIR in das Finale. Team Hector trat mit dem Roboter Johnny 05 und Team ViGIR mit dem Roboter Florian an.
Der Such- und Rettungsroboter Hector (Heterogeneous Cooperating Team Of Robots) der Technischen Universität Darmstadt trat 2014 beim RoboCup, einem Wettbewerb für intelligente Roboter, in der Kategorie Rescue Robot an und platzierte sich dort auf den ersten Platz. 2018 trat Hector beim World Robot Summit in Tokyo in der Kategorie Plant Disaster Prevention Challenge an und sicherte sich auch dort den 1. Platz.

## Persönlichkeiten

### Nobelpreisträger
Folgende Nobelpreisträger haben an der Technischen Hochschule/Universität Darmstadt studiert, gelehrt und geforscht:
- Carolyn Bertozzi (* 1966), Chemikerin und Nobelpreisträgerin für Chemie (2022)
- Peter Grünberg (1939–2018), Physiker und Nobelpreisträger für Physik (2007)
- Gerhard Herzberg (1904–1999), Chemiker, Physiker und Nobelpreisträger für Chemie (1971)
- Hermann Staudinger (1881–1965), Chemiker und Nobelpreisträger für Chemie (1953)
- Horst Ludwig Störmer (* 1949), Physiker und Nobelpreisträger für Physik (1988)

Folgende Lehrveranstaltungen an der TU Darmstadt wurden durch die Emanuel-Merck-Vorlesung (Vorträge und Seminare für Studenten) ermöglicht:
- Frances H. Arnold (* 1956), Chemikerin und Nobelpreisträgerin für Chemie (2018)[135][138]
- Harold Kroto (1939–2016), Chemiker und Nobelpreisträger für Chemie (1996)[138]
- Jean-Marie Lehn (* 1939), Chemiker und Nobelpreisträger für Chemie (1987)[138]
- Manfred Eigen (1927–2019), Chemiker und Nobelpreisträger für Chemie (1967)[138]

Folgende Nobelpreisträger sind mit der Universität assoziiert:
- Gerhard Ertl (* 1936), Chemiker und Nobelpreisträger für Chemie (2007)
- Karl Alexander Müller (1927–2023), Physiker und Nobelpreisträger für Physik (1987)[139][140]
- Karl Ziegler (1898–1973), Chemiker und Nobelpreisträger für Chemie (1963)[140][141]
- Otto Hahn (1879–1968), Chemiker und Nobelpreisträger für Chemie (1944)[140]
- Carl Bosch (1874–1940), Chemiker und Nobelpreisträger für Chemie (1931)[142]
- Richard Willstätter (1872–1942), Chemiker und Nobelpreisträger für Chemie (1915)[140]

### Wirtschaft
- Hans-Fritz Fischer (1909–1988), Diplom-Ingenieur, Ehrensenator der TH Darmstadt, Vorstand und Aufsichtsratsvorsitzender der E. Holtzmann & Cie. AG[143]
- John Tu (* 1940), Gründer von Kingston Technology Co. und Milliardär
- Vikram Lal, Gründer von Eicher Motors und Milliardär[144][145]
- Peter Schnell (* 1938), Mitbegründer der Software AG
- Enis Ersü, Gründer der ISRA VISION AG[146]
- Oliver Zipse (* 1964), Vorstandsvorsitzender der BMW AG
- Hans Dieter Pötsch (* 1951), Vorstandsvorsitzender der Porsche SE
- Bert Rürup (* 1943), ehemaliger Wirtschaftsweiser
- Christoph Franz (* 1960), Verwaltungsratspräsident der Hoffmann-La Roche AG
- Carsten Kratz, Managing Director & Senior Partner bei der Boston Consulting Group
- Marcus Kuhnert, Mitglied der Geschäftsleitung und Chief Financial Officer von Merck
- Kai Beckmann, Mitglied der Geschäftsleitung von Merck
- Tobias Meyer, Mitglied des Vorstands bei der Deutschen Post AG
- Nicolai Setzer, Mitglied des Vorstands bei Continental
- Werner Steinmüller, Mitglied des Vorstands bei der Deutschen Bank
- Udo Steffens (* 1950), ehemaliger Präsident sowie Vorsitzender der Geschäftsführung der Frankfurt School of Finance & Management
- Hans Demant (* 1950), Vorstand Technik und Vorstandsvorsitzender Adam Opel AG

### Historische Persönlichkeiten
- Chaim Weizmann (1874–1952), erster israelischer Staatspräsident
- Karl Plagge (1897–1957), Gerechter unter den Völkern
- Günter Behnisch (1922–2010), Architekt des Münchener Olympiastadions
- Jovanka Bončić-Katerinić (1887–1966), erste Diplom-Ingenieurin Deutschlands
- Erasmus Kittler (1852–1929), Gründer des weltweit ersten Lehrstuhls für Elektrotechnik
- Eugen Kogon (1903–1987), einer der intellektuellen Väter der Bundesrepublik Deutschland sowie der europäischen Integration
- Kurt H. Debus (1908–1983), erster Direktor des Kennedy Space Center
- Paul Wallot (1841–1912), Architekt des Berliner Reichstages
- Kira Stein (* 1952), erste Frau, die in Darmstadt im Fachbereich Maschinenbau promoviert wurde

### Wissenschaft
- Friedrich Dessauer (1881–1963), Pionier der Röntgentechnik
- Hermann Poeverlein (* 1911), Professor für Angewandte Geophysik und ab 1969 Lehrstuhlinhaber in Darmstadt[147]
- Li Guohao (1913–2005), Präsident der Tongji-Universität (1977–1984)
- Robert Piloty (1924–2013), Pionier der Computertechnik und einer der Gründerväter der Informatikstudiengänge
- Harald Rose (* 1935), Physiker und Träger des Wolf-Preises in Physik (2011)
- Peter Mertens (* 1937), erste Lehrstuhlinhaber für Wirtschaftsinformatik in Deutschland und einer der Gründerväter der Wirtschaftsinformatik
- Wolfgang Bibel (* 1938), Mitbegründer des Gebietes Künstliche Intelligenz in Deutschland und Europa
- Peter Grünberg (1939–2018), Physiker und Träger des Wolf-Preises in Physik (2007)
- Wolfram Saenger (* 1939), Biochemiker und Gottfried Wilhelm Leibniz-Preisträger (1988)
- Randolf Menzel (* 1940), Zoologe, Neurobiologe und Gottfried Wilhelm Leibniz-Preisträger (1991)
- Bernd Giese (* 1940), Chemiker und Gottfried Wilhelm Leibniz-Preisträger (1987)
- Frank Steglich (* 1941), Physiker und Gottfried Wilhelm Leibniz-Preisträger (1986)
- Maximilian Haider (* 1950), Physiker und Träger des Wolf-Preises in Physik (2011)
- Thomas Weiland (* 1951), Physiker und Gottfried Wilhelm Leibniz-Preisträger (1988)
- Johannes Buchmann (* 1953), Informatiker, Mathematiker und Gottfried Wilhelm Leibniz-Preisträger (1993)
- Andreas Dreizler (* 1966), Maschinenbauer und Gottfried Wilhelm Leibniz-Preisträger (2014)
- Rainer Waser (* 1955), Physikochemiker und Gottfried Wilhelm Leibniz-Preisträger (2014)
- Lutz Raphael (* 1955), Historiker und Gottfried Wilhelm Leibniz-Preisträger (2013)
- Dieter Fellner (* 1958), Informatik-Professor und Leiter des Fraunhofer-Institut für Graphische Datenverarbeitung
- Jürgen Rödel (* 1958), Materialwissenschaftler und Gottfried Wilhelm Leibniz-Preisträger (2009)
- Carsten Bolm (* 1960), Chemiker und Heinz Maier-Leibnitz-Preisträger (1991)[148]
- Jürgen Eckert (* 1962), Ingenieur, Werkstoffwissenschaftler und Gottfried Wilhelm Leibniz-Preisträger (2009)
- Nicole Deitelhoff (* 1974), Politikwissenschaftlerin und Heinz Maier-Leibnitz-Preisträger (2008)
- Christina Thiele (* 1975), Chemikerin und Heinz Maier-Leibnitz-Preisträger (2010)
- Alexandre Obertelli (* 1978), Physiker und Alexander von Humboldt-Professur (2018)
- Eric Bodden (* 1980), Informatiker und Heinz Maier-Leibnitz-Preisträger (2014)
- Stefan Roth (* vor 1990), Informatiker und Heinz Maier-Leibnitz-Preisträger (2012)
- Torsten Granzow, Physiker und Heinz Maier-Leibnitz-Preisträger (2008)
- Marc Alexa, Physiker, Informatiker und Heinz Maier-Leibnitz-Preisträger (2003)
- Ulrike Kramm (* vor 1990), Chemikerin und Heinz Maier-Leibnitz-Preisträger (2020)
- Angela Yu (* vor 1990), Kognitionswissenschaftlerin und Alexander von Humboldt-Professur (2021)
- Marcus Rohrbach (* 1983), Informatiker und Alexander von Humboldt-Professur (2024)

### Bekannte Erfinder
Einige Ingenieure, Erfinder und Entdecker arbeiteten an der heutigen Technischen Universität Darmstadt, darunter:
- Josef Ganz (1898–1967), Urvater des Volkswagens
- Gerhard Sessler (* 1931), Entwickler des Elektret-Mikrofons und des Silizium-Kondensator-Mikrofons
- Wolfgang Hilberg (1932–2015), Erfinder der Funkuhr

## Internationalität
Der Anteil an internationalen Studierenden ist an der TU Darmstadt mit 18 Prozent (2017) erheblich höher als der Durchschnitt an deutschen Universitäten, zurzeit (2017) sind es ungefähr 4660 internationale Studierende. Die TU Darmstadt hat mehr als 300 Partneruniversitäten auf der ganzen Welt und ist Mitglied in mehreren europäischen Netzwerken (CESAER, TIME, CLUSTER, EUA, DFH, UNITE!). Das European Credit Transfer System wurde für nahezu alle Kurse eingeführt. Im Jahr 2002 und 2008 erhielt die TU Darmstadt den Preis des Auswärtigen Amts und des Deutschen Akademischen Austauschdienstes für besondere Verdienste um die Betreuung ausländischer Studierender in Deutschland.
Die Technische Universität Darmstadt wurde von der Europäischen Kommission als „Europäische Universität“ ausgezeichnet. Gemeinsam mit 6 anderen europäischen technischen Universitäten hat die TU Darmstadt die Allianz UNITE! (University Network for Innovation, Technology and Engineering) gegründet, dessen Ziel es ist einen transeuropäischen Campus zu schaffen, transeuropäische Studienverläufe einzuführen, wissenschaftliche Zusammenarbeit zwischen den Mitgliedern zu fördern und den Wissenstransfer zwischen den Ländern zu stärken. Zu der Allianz gehören die Aalto-Universität, die Königlich-Technische Hochschule, das Nationale Polytechnische Institut Grenoble, das Polytechnikum Turin, die Polytechnische Universität Katalonien und die Universität Lissabon.
Für die Betreuung von internationalen Studierenden gibt es AEGEE-Darmstadt. Durch diese studentische Hochschulgruppe werden jedes Semester Integrationswochen für ankommende Studierende veranstaltet.

## Partneruniversitäten
Stand 2019:
| | | |
| - Argentinien - Pontificia Universidad Catolica Argentina, Santa María de los Buenos Aires - Universidad Nacional del Centro de la Provincia de Buenos Aires (UNICEN) - Universidad Nacional de La Plata - Universidad Tecnológica Nacional - Äthiopien - Addis Ababa University - Australien - Curtin University of Technology - Murdoch University - Queensland University of Technology - University of New South Wales - Australian Catholic University - Bond University - CQUniversity - Griffith University - James Cook University - The University of Queensland - University of Southern Queensland - University of Sydney - University of the Sunshine Coast - Belgien - KU Leuven - Université Catholique de Louvain - Université Libre de Bruxelles - Universiteit Gent - Bulgarien - Tehnicheski Universitet Sofia - Tehnitscheski Universitet Gabrovo - Chile - Pontificia Universidad Católica de Chile - Volksrepublik China - Capital Normal University, Beijing - Tongji University - Tsinghua University - Beihang University - Beijing Foreign Studies University (BFSU) - Beijing Institute of Technology - Beijing Jiaotong University - Chinesisch-Deutsches Hochschulkolleg (Tongji University) - Dalian University of Technology - Hong Kong University of Science and Technology - Nanjing University of Aeronautics and Astronautics - The University of Hong Kong - Xi’an Jiaotong University - Costa Rica - Universidad de Costa Rica - Dänemark - Aalborg Universitet - Aarhus University - Danmarks Tekniske Universitet - Estland - TalTech University - Finnland - Universität Tampere - Aalto-Universität - Åbo Akademi - Universität Helsinki - Technische Universität Lappeenranta - Tampere University of Applied Sciences - Frankreich - École Centrale de Lyon - École Centrale Paris - Université de Bordeaux - Universität Aix-Marseille - CentraleSupélec - École Centrale de Lille - École Centrale de Marseille - École Centrale de Nantes - École des hautes études en sciences sociales - École des mines d'Alès - Ecole des Mines de Saint-Étienne - École d'ingénieurs SIGMA Clermont - École nationale de l’aviation civile - Ecole Nationale Supérieure d'Architecture de Nantes - Ecole Nationale Supérieure d'Architecture de Paris-La-Villette - Ecole Nationale Supérieure d'Architecture de Versailles - Ecole Nationale Supérieure de Chimie de Montpellier - Ecole Nationale Supérieure de l'Electronique et de ses Applications - Ecole Nationale Supérieure des Télécommunications (ENST) - Ecole Polytechnique - Institut Eurécom - Grenoble INP - Institut National des Sciences Appliquées de Lyon - Institut National des Sciences Appliquees de Rennes - Institut National des Sciences Appliquees de Toulouse - Institut National Polytechnique de Toulouse - Institut Polytechnique de Bordeaux - Institut Polytechnique LaSalle Beauvais - Institute Supérieur d'Électronique de Paris (ISEP) - Télécom ParisTech - Universität Blaise Pascal Clermont-Ferrand II - Universität Avignon - Universität Limoges - Universität Poitiers - Universität Orléans - Universität Grenoble - Universität Nizza Sophia-Antipolis - Brasilien - Universidade Federal do Paraná (UFPR) - Pontifícia Universidade Católica do Rio de Janeiro (PUC-Rio) - Universidade de São Paulo - Universidade Estadual de Campinas (UNICAMP) - Escola Politecnica da Universidade de Sao Paulo - School of Economics, Business and Accounting of the University of São Paulo - Escola da Cidade - Faculdade de Economia, Administração e Contabilidade da Universidade de São Paulo (FEA-USP) - Universidade Federal do Rio de Janeiro (UFRJ) - Universidade Metodista de Piracicaba (UNIMEP) | - Kroatien - Universität Zagreb - Griechenland - Nationale und Kapodistrias-Universität Athen - Nationale Technische Universität Athen - Universität Patras - Universität Thessalien - Pantion-Universität Athen - Indien - Indian Institute of Technology Bombay (IIT Bombay) - Indian Institute of Technology Delhi (IIT Delhi) - Indian Institute of Technology Guwahati (IIT Guwahati) - Indian Institute of Technology Kanpur (IIT Kanpur) - Indian Institute of Technology Kharagpur (IIT Kharagpur) - Indian Institute of Technology Madras (IIT Madras) - Indian Institute of Technology Mandi - Indian Institute of Technology Patna - Indian Institute of Technology Roorkee (IIT Roorkee) - Indian Institute of Technology Ropar (IIT Ropar) - Indonesien - Universitas Indonesia - Iran - Amirkabir University of Technology - Sharif University of Technology - Irland - Dublin Institute of Technology - University College Cork - Island - Universität von Island - I Israel - Ben-Gurion University of the Negev - Interdisciplinary Center Herzliya - Technion – Israel Institute of Technology - Italien - Libera Università di Bolzano – Freie Universität Bozen - Politecnico di Milano - Politecnico di Torino - Universita degli studi della Campania „Luigi Vanvitelli“ (Napoli II) - Università degli Studi di Bergamo - Università degli Studi di Bologna 'Alma Mater Studiorum' - Università degli Studi di Firenze - Università degli Studi di Genova - Università degli Studi di Milano - Università degli Studi di Milano – Bicocca - Università degli Studi di Napoli Federico II (Napoli I) - Università degli Studi di Padova - Università degli Studi di Pavia - Università degli Studi di Pisa - Università degli Studi di Roma 'La Sapienza' - Università degli Studi di Salerno - Università degli Studi di Sassari - Università degli Studi di Trento - Università degli Studi Roma Tre - Università Politecnica delle Marche - Japan - Keio University - Nagaoka University of Technology - Universität Tōhoku - Universität Kōbe - Technische Universität Muroran - Universität Nagoya - Nihon-Universität - Universität Niigata - Universität Tokio - Kanada - University of Ottawa - University of Saskatchewan - University of British Columbia - École Polytechnique de Montréal - Simon Fraser University - University of Toronto - Kolumbien - Escuela Colombiana de Ingeniería Julio Garavito - Universidad Nacional de Colombia - Lettland - Universität Lettlands - Universität Liepāja - Litauen - Europos Humanitarinis Universitetas - Kauno Technologijos Universitetas - Luxemburg - Universität Luxemburg - Mexiko - Universidad de Guadalajara - ITESM - Mongolei - Mongolian University of Science and Technology - Neuseeland - University of Otago - Nicaragua - Universidad Tecnológica La Salle - Niederlande - Universität Maastricht - Radboud-Universität Nijmegen - Technische Universiteit Eindhoven - Norwegen - Høgskolen i Sørøst-Norge - Technisch-Naturwissenschaftliche Universität Norwegens - Universität Oslo - Österreich - Technische Universität Graz - Technische Universität Wien - Universität Wien - Polen - Politechnika Koszalinska - Politechnika Lubelska - Politechnika Warszawska - Politechnika Wrocławska - Szkoła Główna Gospodarstwa Wiejskiego w Warszawie - Uniwersytet Im. Adama Mickiewicza - Uniwersytet Rolniczy im. Hugona Kołłątaja w Krakowie - Uniwersytet Slaski - Uniwersytet Warszawski - Uniwersytet Wrocławski - Wyzsza Szkoła Gospodarki w Bydgoszczy - Portugal - Instituto Politécnico Do Cávado E Do Ave - Instituto Politécnico do Porto - Instituto Superior Politécnico de Viseu - ISCTE IUL – Instituto Universitário de Lisboa - Universität Aveiro - Universität Coimbra - Universität Lissabon - Instituto Superior Técnico - Universität Minho - Universität Porto - Universidade Nova de Lisboa - Rumänien - Babeș-Bolyai-Universität Cluj - Dunărea-de-Jos-Universität Galați - Polytechnische Universität Bukarest - Technische Universität Cluj-Napoca - Technische Universität Iași - Universität Transilvania Brașov | - Russland - Staatliche Universität für Wirtschaft und Finanzen Sankt Petersburg - Staatliche Universität für Informationstechnologien, Mechanik und Optik Sankt Petersburg - Polytechnische Universität Tomsk - Schweden - Technische Hochschule Chalmers - Universität Göteborg - Hochschule Skövde - Universität Karlstad - Königliche Technische Hochschule - Universität Linköping - Universität Lund - Schweiz - École polytechnique fédérale de Lausanne - Hochschule Luzern - Universität Zürich - Singapur - Nanyang Technological University - National University of Singapore - Slowakei - Slowakische Technische Universität Bratislava - Universität Žilina - Slowenien - Universität Ljubljana - Spanien - Mondragon Unibertsitatea - Universidad Autónoma de Madrid - Universidad Complutense de Madrid - Universidad de Alcalá - Universidad de Cantabria - Universidad de Castilla-La Mancha - Universidad de Extremadura - Universidad de Granada - Universidad de Navarra - Universidad de Salamanca - Universidad de Sevilla - Universidad de Valencia - Universidad de Vigo - Universidad de Zaragoza - Universidad del País Vasco - Universidad Europea Miguel de Cervantes (UEMC) - Universidad Politécnica de Madrid - Universidad Pontificia de Comillas - Universidad Pública de Navarra - Universitat Autónoma de Barcelona - Universitat de Barcelona - Universitat Internacional de Catalunya - Universitat Politècnica de Catalunya - Universitat Politècnica de València - Universitat Rovira i Virgili - Südafrika - Stellenbosch University - Südkorea - EWHA Womans University - Seoul University - Korea Advanced Institute of Science and Technology - Pusan National University - Taiwan - Cheng-Kung-Nationaluniversität - Chung-Hsing-Nationaluniversität - Sun-Yat-sen-Nationaluniversität (NSYSU) - Nationaluniversität Taiwan - National Taiwan University of Science and Technology (Taiwan Tech) - Tsing-Hua-Nationaluniversität - Thailand - Chulalongkorn-Universität - Mahidol-Universität - Thammasat-Universität - Tschechien - Tschechische Technische Universität Prag - Technische Universität in Liberec - Karls-Universität - Technische Universität Ostrava - Technische Universität Brünn - Westböhmische Universität in Pilsen - Türkei - Afyon Kocatepe Üniversitesi - Anadolu Üniversitesi - Universität Ankara - Bogaziçi Üniversitesi - Ege Üniversitesi - Hacettepe-Universität - İstanbul Teknik Üniversitesi - Karadeniz Teknik Üniversitesi - Mimar Sinan Üniversitesi - Technische Universität des Nahen Ostens - Pamukkale Üniversitesi - Sabancı-Universität - Uludag Üniversitesi - Üsküdar University - Yıldız Teknik Üniversitesi - Ungarn - Technische und Wirtschaftswissenschaftliche Universität Budapest - Eötvös-Loránd-Universität - Universität Miskolc - Pannonische Universität - Uruguay - Universidad de Montevideo - Vereinigtes Königreich - Aberystwyth University - Heriot-Watt University - The University of Warwick - University of Bristol - University of Hertfordshire - University of Leicester - Vereinigte Staaten - Massachusetts Institute of Technology - South Dakota School of Mines and Technology - Tulane University - University at Buffalo, The State University of New York - University of Arkansas - University of California, Berkeley - University of Colorado at Boulder - University of Illinois at Urbana-Champaign - University of Massachusetts, Amherst - University of Massachusetts, Boston - University of Massachusetts, Dartmouth - University of Massachusetts, Lowell - University of Nevada, Las Vegas - University of Rhode Island - University of Texas at San Antonio - University of Wisconsin – Eau Claire - University of Wisconsin – Green Bay - University of Wisconsin – La Crosse - University of Wisconsin – Madison - University of Wisconsin – Milwaukee - University of Wisconsin – Oshkosh - University of Wisconsin – Parkside - University of Wisconsin – Platteville - University of Wisconsin – River Falls - University of Wisconsin – Stevens Point - University of Wisconsin – Stout - University of Wisconsin – Superior - University of Wisconsin – Whitewater - Virginia Polytechnic Institute and State University (Virginia Tech) - Washington State University Tri-Cities - Vietnam - University of Transport and Communication, Hanoi - Zypern - Technische Universität Zypern |

## Logo

Logo der TU Darmstadt

Das als Wort-Bild-Marke geschützte Logo stellt die griechische Göttin Athene in einer künstlerischen Ausarbeitung des Schweizer Graphikers Hermann Eidenbenz dar, der unter anderem auch die Banknoten der Bundesrepublik Deutschland und der Schweizer Eidgenossenschaft gestaltet hat. Im Logo der TU Darmstadt ist eine Variante des „Eidenbenz“-Löwen integriert, die häufig mit dem hessischen Löwen in Verbindung gebracht wird. Ein ähnlicher Löwe aus der Kreation von Eidenbenz wird heute als Signet der Stadt Braunschweig verwendet. Als Schriftart des Corporate Designs wurde die Univers in Versalien verwendet, die rechts neben dem Athene-Logo bündig und leicht gesperrt platziert sind.
Im Zuge der Neugestaltung des Corporate Designs im Juli 2007 sollte ursprünglich auch das Logo verändert werden. Das antike klassische Gesicht der Athene sollte durch ein neues weicheres Gesicht ersetzt werden. Dieses stieß jedoch auf Widerspruch im Senat der TU, sodass der Vorschlag schließlich verworfen und das „alte“ Logo beibehalten wurde.